# Héricourt (Haute-Saône)
Pour les articles homonymes, voir Héricourt.
Héricourt est une commune française située dans le département de la Haute-Saône, en Franche-Comté, dans la région administrative Bourgogne-Franche-Comté.
Deuxième ville du département par sa population, après Vesoul, elle fait partie du pôle métropolitain Nord Franche-Comté qui compte 300 000 habitants. Elle est le siège de la communauté de communes du Pays d'Héricourt.
Son territoire vallonné qui fait partie des collines pré-jurassiennes est arrosé par la Lizaine. Il est desservi par les lignes de chemin de fer LGV Rhin-Rhône et Dole-Belfort ainsi que par la route européenne 54.
L'histoire de la ville est marquée par l’influence de la principauté de Montbéliard et par le protestantisme. Longtemps territoire d'Empire, la seigneurie d'Héricourt devient française en 1748 par la convention de Versailles entre le roi de France et le duc de Wurtemberg.
La ville a été touchée par plusieurs conflits : l'incursion de Charles le Téméraire en 1474, les guerres de religion (1587-1588), la bataille de la Lizaine au cours de la guerre franco-prussienne de 1870 et la campagne de France à la fin de la Seconde Guerre mondiale.

## Géographie

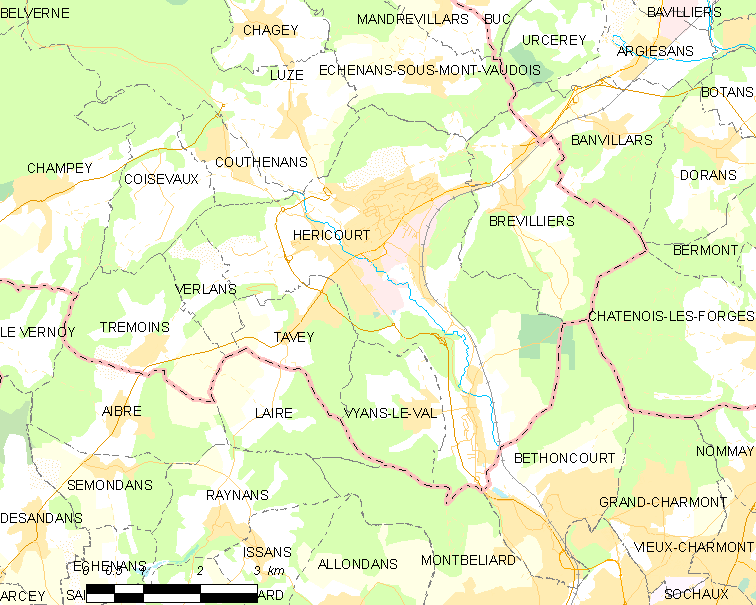
Le territoire communal dans son contexte local.

### Localisation
Héricourt est située à la limite sud-est du département de la Haute-Saône (70), à proximité de Belfort et de Montbéliard. Elle fait partie du Pôle métropolitain Nord Franche-Comté. La ville forme un triangle urbain avec Belfort et Montbéliard.

### Communes limitrophes
Le territoire de la commune est limitrophe de ceux de onze communes :
Les communes limitrophes sont Échenans-sous-Mont-Vaudois, Bethoncourt, Montbéliard, Brevilliers, Coisevaux, Couthenans, Luze, Verlans, Vyans-le-Val et Laire.

### Géologie et relief
- Ville, villages et limites communales
- Rhétien (t7)
- Lias (j1)
- Dogger à sédiment continentaux (j2C)
- Dogger à sédiments marins (j2M-O)
- Calcaires du Callovien (j4)
- Calcaires marneux de l'Oxfordien (j5B)
- Calcaires de Besançon de l'Oxfordien (j5C)
- Calcaires de Clairval du Séquanien (j5Cl)
- Marnes de Besançon de l'Oxfordien (j5m)
- Oolite corallienne de l'Oxfordien (j5P)
- Alluvions anciennes (Fx)
- Alluvions anciennes de basses terrasses (Fy)
- Alluvions récentes (Fz)
- Colluvions (C)
- Éboulis (E)

Carte géologique d'Héricourt et des communes limitrophes.
Ville, villages et limites communales
Rhétien (t7)
Lias (j1)
Dogger à sédiment continentaux (j2C)
Dogger à sédiments marins (j2M-O)
Calcaires du Callovien (j4)
Calcaires marneux de l'Oxfordien (j5B)
Calcaires de Besançon de l'Oxfordien (j5C)
Calcaires de Clairval du Séquanien (j5Cl)
Marnes de Besançon de l'Oxfordien (j5m)
Oolite corallienne de l'Oxfordien (j5P)
Alluvions anciennes (Fx)
Alluvions anciennes de basses terrasses (Fy)
Alluvions récentes (Fz)
Colluvions (C)
Éboulis (E)
: Failles

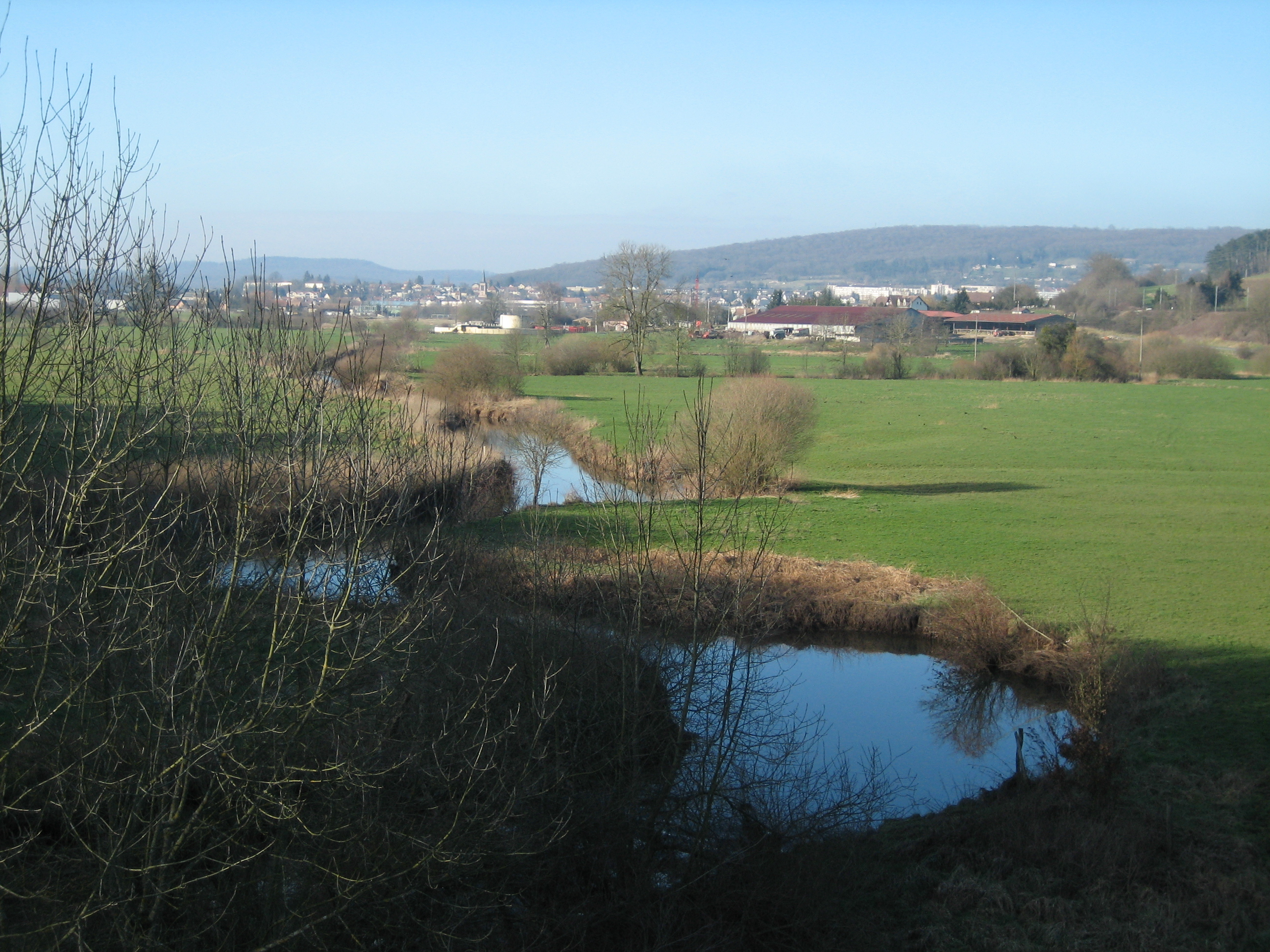
Paysage entre Héricourt et Bussurel.

La superficie de la commune est de 1 808 hectares ; son altitude varie de 320  à   541 mètres. L'altitude de la mairie d'Héricourt est de 334 m.
Héricourt est construite sur le plateau de Haute-Saône et s'appuie sur le versant septentrional du massif du Jura. La majeure partie du territoire repose sur un sol daté du Jurassique supérieur, notamment au sud et au sud-est (j4 et j5). Les abords de la Lizaine sont couverts d'alluvions du Quaternaire (Fz). Le Jurassique moyen effleure au nord et au nord-ouest (j2 et j3). Du minerai de fer est extrait vers 1826 sur l'ancienne commune de Bussurel, il fait partie d'une zone particulièrement exploitée, de Belfort à Montbéliard.
La commune se trouve dans le voisinage immédiat de deux bassins houillers : le bassin houiller keupérien de Haute-Saône, notamment exploité pour son gypse, son sel gemme (sous forme de saumure) et sa houille à Saulnot et Gémonval. Le bassin houiller stéphanien sous-vosgien est également proche, il englobe l'est de la Haute-Saône, le Territoire de Belfort et le sud du Haut-Rhin,.
La ville se situe sur le territoire vallonné des collines pré-jurassiennes dont le sommet est le Mont Vaudois où un fort est édifié entre 1874 et 1877. Le territoire est marqué par la présence de failles organisées dans deux directions, du nord au sud et du nord-est au sud-ouest.
Héricourt, comme le département, se situe entre le massif des Vosges et le massif du Jura.

### Hydrographie

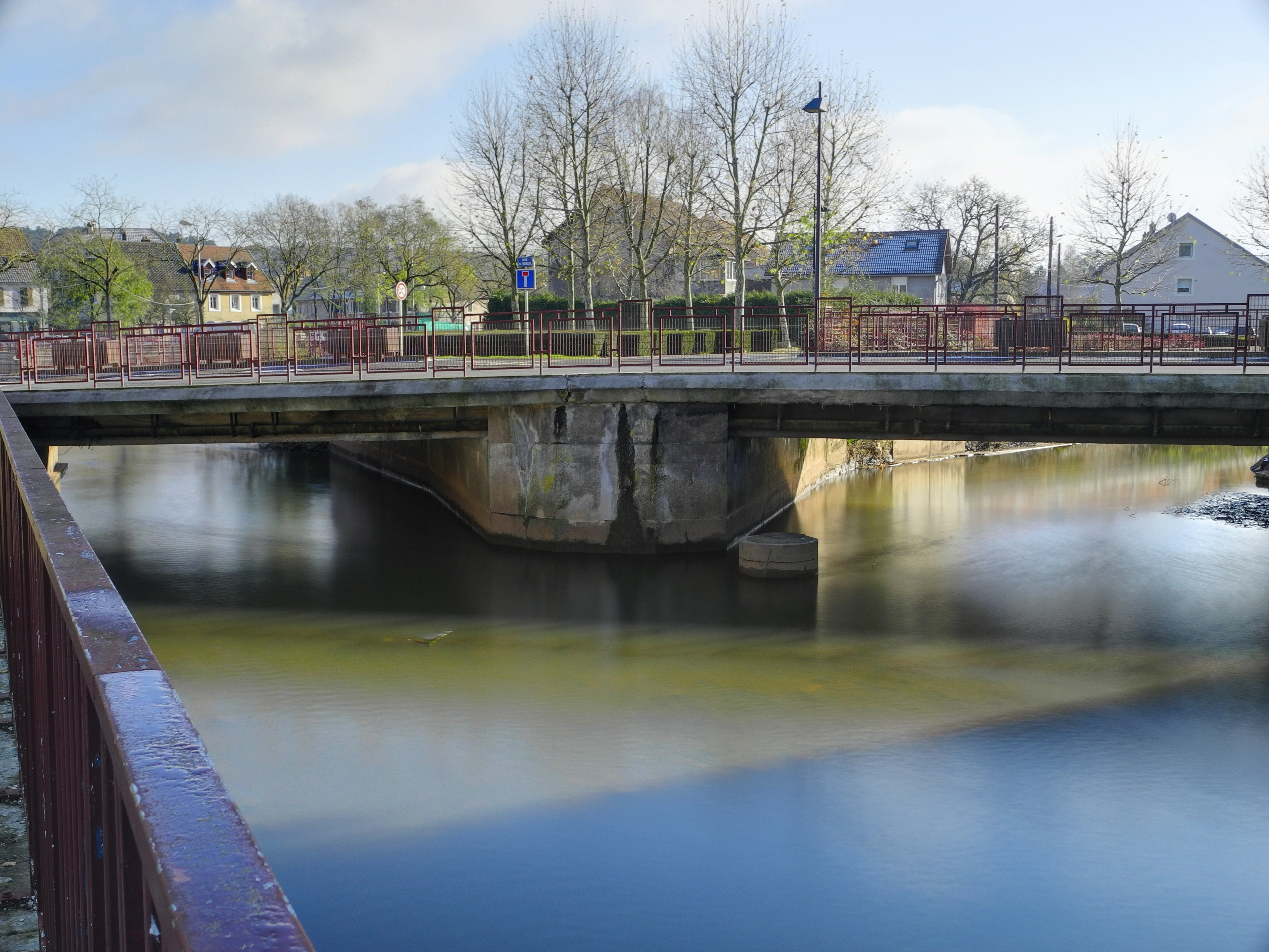
La Lizaine dans le centre.

Héricourt est arrosée par la Lizaine, qui est notamment alimentée par le ruisseau de l'étang et le ruisseau des Epenottes. La commune comporte plusieurs étangs.

### Climat
Pour des articles plus généraux, voir Climat de la Bourgogne-Franche-Comté et Climat de la Haute-Saône.
En 2010, le climat de la commune est de type climat de montagne, selon une étude du Centre national de la recherche scientifique s'appuyant sur une série de données couvrant la période 1971-2000. En 2020, Météo-France publie une typologie des climats de la France métropolitaine dans laquelle la commune est exposée à un climat semi-continental et est dans une zone de transition entre les régions climatiques « Lorraine, plateau de Langres, Morvan » et « Vosges ».
Pour la période 1971-2000, la température annuelle moyenne est de 9,8 °C, avec une amplitude thermique annuelle de 17,3 °C. Le cumul annuel moyen de précipitations est de 1 353 mm, avec 13,1 jours de précipitations en janvier et 10,6 jours en juillet. Pour la période 1991-2020, la température moyenne annuelle observée sur la station météorologique de Météo-France la plus proche, « Dorans », sur la commune de Dorans à 6 km à vol d'oiseau, est de 10,9 °C et le cumul annuel moyen de précipitations est de 974,0 mm. 
La température maximale relevée sur cette station est de 38,1 °C, atteinte le 24 juillet 2019 ; la température minimale est de −16 °C, atteinte le 20 décembre 2009,,.
| Mois                                  | jan.          | fév.           | mars          | avril         | mai           | juin         | jui.          | août          | sep.          | oct.          | nov.          | déc.          | année     |
| ------------------------------------- | ------------- | -------------- | ------------- | ------------- | ------------- | ------------ | ------------- | ------------- | ------------- | ------------- | ------------- | ------------- | --------- |
| Température minimale moyenne (°C)     | −0,2          | −0,3           | 2,3           | 5,5           | 8,7           | 12,6         | 14,4          | 14,1          | 10,7          | 7,1           | 3,6           | 0,6           | 6,6       |
| Température moyenne (°C)              | 2,2           | 2,9            | 6,8           | 10,8          | 13,8          | 18           | 20,1          | 19,7          | 15,9          | 11,1          | 6,6           | 3,3           | 10,9      |
| Température maximale moyenne (°C)     | 4,6           | 6,2            | 11,3          | 16,1          | 19            | 23,4         | 25,8          | 25,4          | 21,2          | 15,2          | 9,6           | 6,1           | 15,3      |
| Record de froid (°C) date du record   | −11 07.01.17  | −13,8 05.02.12 | −7,5 01.03.18 | −3,7 06.04.21 | −1,3 06.05.19 | 5,2 21.06.10 | 7,2 03.07.11  | 6,4 30.08.09  | 2,8 20.09.12  | −3,7 29.10.12 | −8,7 30.11.10 | −16 20.12.09  | −16 2009  |
| Record de chaleur (°C) date du record | 18,4 01.01.23 | 21,4 24.02.21  | 25,2 31.03.21 | 27,7 21.04.18 | 32 25.05.09   | 35 19.06.22  | 38,1 24.07.19 | 37,8 07.08.15 | 33,4 11.09.23 | 29,5 02.10.23 | 23,1 07.11.15 | 16,8 24.12.13 | 38,1 2019 |
| Précipitations (mm)                   | 94,5          | 71             | 66,1          | 66,3          | 97,8          | 82,5         | 70,3          | 87,1          | 60,1          | 79,4          | 84,1          | 114,8         | 974       |

| Diagramme climatique                                  |           |             |             |           |              |              |              |              |             |            |             |
| J                                                     | F         | M           | A           | M         | J            | J            | A            | S            | O           | N          | D           |
| 4,6−0,294,5                                           | 6,2−0,371 | 11,32,366,1 | 16,15,566,3 | 198,797,8 | 23,412,682,5 | 25,814,470,3 | 25,414,187,1 | 21,210,760,1 | 15,27,179,4 | 9,63,684,1 | 6,10,6114,8 |
| Moyennes : • Temp. maxi et mini °C • Précipitation mm |           |             |             |           |              |              |              |              |             |            |             |

Les paramètres climatiques de la commune ont été estimés pour le milieu du siècle (2041-2070) selon différents scénarios d'émission de gaz à effet de serre à partir des nouvelles projections climatiques de référence DRIAS-2020. Ils sont consultables sur un site dédié publié par Météo-France en novembre 2022.

## Urbanisme

Développement urbain d'Héricourt et de villages voisins.

### Typologie
Au 1er janvier 2024, Héricourt est catégorisée centre urbain intermédiaire, selon la nouvelle grille communale de densité à sept niveaux définie par l'Insee en 2022.
Elle appartient à l'unité urbaine de Héricourt, une agglomération intra-départementale regroupant deux  communes, dont elle est ville-centre,,. Par ailleurs la commune fait partie de l'aire d'attraction de Montbéliard, dont elle est une commune de la couronne,. Cette aire, qui regroupe 137 communes, est catégorisée dans les aires de 50 000 à moins de 200 000 habitants,.

### Quartiers
Héricourt est divisée en plusieurs quartiers. L'Insee découpe la ville en quatre grands quartiers, munis eux-mêmes de plusieurs secteurs. Au nord d'Héricourt se trouvent les Chenevières, la ZUP et les nouveaux quartiers, quartier prioritaire possédant de nombreux logements sociaux et modernes. Le quartier du centre-ville se trouve proche du centre-ancien. Le quartier du Faubourg de Belfort est un quartier qui se situe à l'est de la ville, surplombant la ville éponyme. Le quartier du Faubourg de Montbéliard est situé à l'ouest de la ville.

### Logement
En 2016, le nombre total de logements à Héricourt était de 5 263 dont 4 872 résidences principales, 47 résidences secondaires et logements occasionnels et 345 logements vacants. La commune totalisait 2 830 maisons et 2 424 appartements, soit respectivement 53,8 % et 46,1 % des logements parmi lesquels se trouvent 1 391 HLM. La proportion des résidences principales, propriétés de leurs occupants était de 53,4 %. On dénombrait 1,7 % de résidences principales constituées d'une seule pièce, 11,2 % de deux pièces, 25,4 % de trois pièces, 26,7 % de quatre pièces et enfin 35,0 % de cinq pièces ou plus.

### Urbanisme et paysage
La commune dispose d'un PLU, elle comprise dans le Schéma de cohérence territoriale (SCOT) de la communauté de communes du pays d'Héricourt et fait partie du syndicat mixte de l'aire urbaine Belfort-Montbéliard-Héricourt-Delle.

### Risques naturels et technologiques
La commune est installée sur une zone sismique de niveau 3. Il existe des risques géologiques localisés à cause de la présence de cavités souterraines naturelles et au tassement du sol. Il existe des risques de rupture de barrage et d’autres liés au transport de matières dangereuses.

### Transport et voies de communications

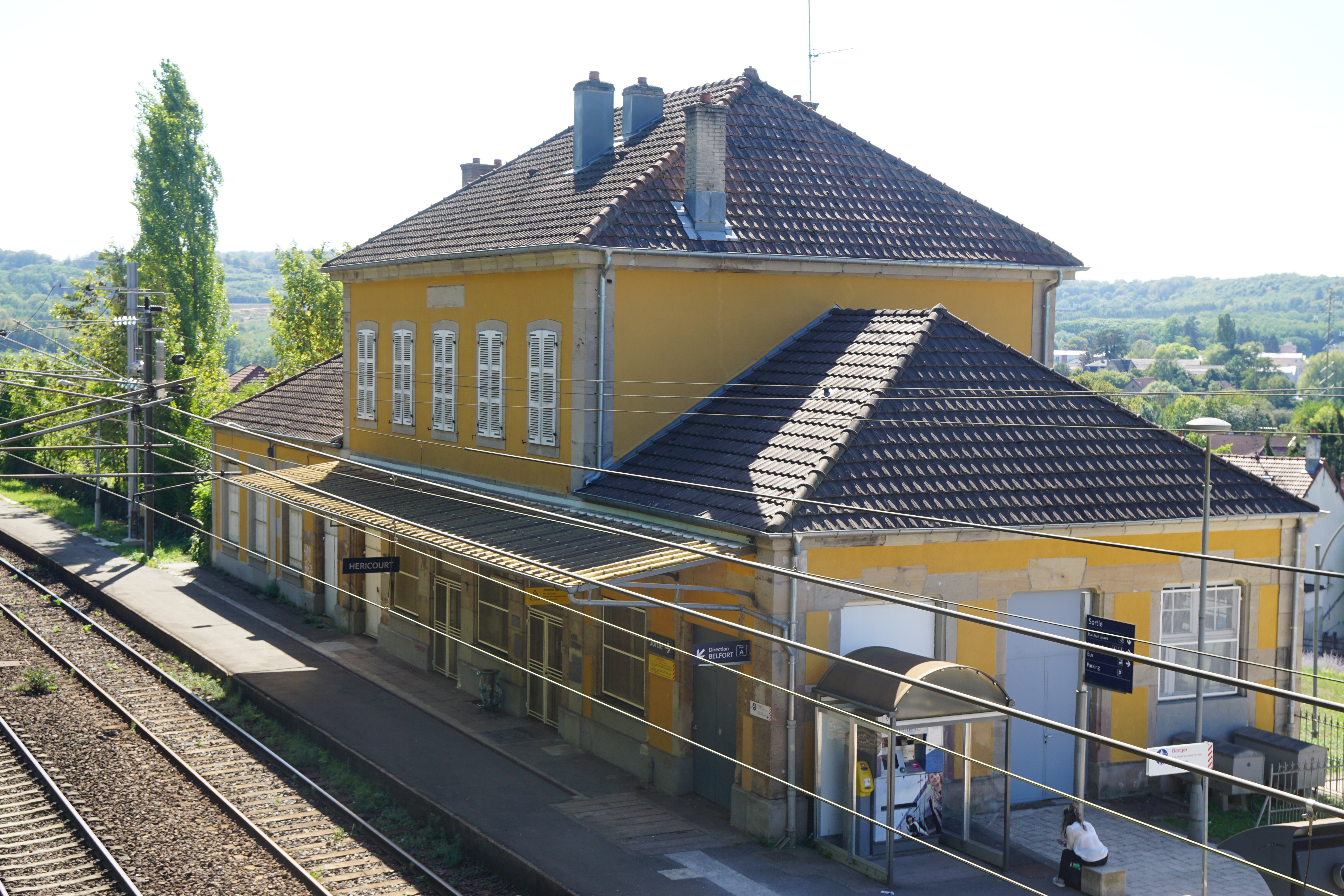
La gare d'Héricourt.

La gare d'Héricourt est établie sur la ligne de Dole-Ville à Belfort. La LGV Rhin-Rhône passe au sud de la ville, qui est desservie par la gare de Belfort - Montbéliard TGV située à 10 km.
Héricourt est desservie par la double-voie expresse E 54 (nationale 19) et les routes départementales 16, 130, 204 et 683. Ce réseau routier est connecté à l'autoroute A 36. Héricourt est desservie par les autobus du réseau interurbain de la Bourgogne-Franche-Comté (Mobigo) reprenant anciennes les lignes saônoises. La commune est également desservie par Hériva, un service de transport à la demande de la communauté de communes du pays d'Héricourt.

## Toponymie
Le nom Oriecourt est attesté sur une charte en 1173, Oriecourt est mentionnée en 1196 dans une bulle du pape Celestin III[réf. nécessaire].

## Histoire
Héricourt vit au cours des siècles nombre d’événements marqués par l’influence des différents courants politiques et religieux de l’histoire européenne : ambitions territoriales bourguignonnes, guerres de religion au XVIe siècle, guerre de Trente Ans, conquête et Révolution française…[réf. nécessaire]
La région est très tôt habitée, pour preuve : les vestiges d'une enceinte préhistorique, datant du néolithique, au sommet du mont Vaudois, détruite pendant la construction du Fort du même nom en 1874[réf. nécessaire].

### Préhistoire et Antiquité
L'enceinte préhistorique était longue de 400 mètres et formait un triangle. Sa hauteur variait de 2,50 à 3,30 m et sa base de 22 à 32 mètres d'épaisseur. Ce genre d'enceinte, appelée vallum, est ici particulier d'après Félix Vaulot qui y conduisit des fouilles avant la construction du fort. Ce serait un « vallum funéraire », une sorte de nécropole puisqu'il y a découvert des squelettes inhumés à l'extérieur, à l'intérieur et au sein même de l'enceinte. Il n'a trouvé aucune trace de blessure violente sur les ossements, ce qui laisse penser que le vallum était bien à dessein funéraire. Il parle également de traces de rituels comme l'incinération partielle d'une femme de 17-21 ans sur le corps de laquelle on aurait sacrifié un sanglier.
Pendant l'époque celtique, le site d'Héricourt appartient au territoire des Séquanes qui couvrait approximativement l'actuelle Franche-Comté, puis tombe sous domination romaine après la guerre des Gaules. Puis, quand l'Empire romain chute, le territoire passe sous domination burgonde. Les Burgondes verront leur territoire conquis par les Francs et Héricourt et la région suivront les aléas de ce dernier peuple[réf. nécessaire].

### Moyen Âge
En 843, le traité de Verdun partage l’empire carolingien entre les trois fils de Louis le Pieux, Lothaire, Charles et Louis. Le comté de Montbéliard, dont fait partie Héricourt, est attribué au royaume (central) de Lothaire, la Lotharingie, qui au Xe siècle est réunie au royaume de Francie orientale dans le cadre du Saint-Empire romain germanique (962). Héricourt relève de l'Empire jusqu'à l'annexion de Montbéliard par la France en 1795[réf. nécessaire].

#### Les débuts de la ville
Elle est mentionnée pour la première fois dans une charte de 1173, dans laquelle Walon d'Oriecourt est nommé parmi les témoins de la donation de l'église de Voujeaucourt à l'abbaye Notre-Dame de Belchamp.
Par la suite, Héricourt est une châtellenie dont le ressort s'étend sur la ville et sur vingt-deux villages et hameaux (Byans, Brevilliers, Bussurel, Chagey, Champey, Chenebier, Coisevaux, les Combottes, Darnin, Échenans, Échavanne, Frenebie, Genéchie, Laire, Luze, Mandrevillars, Saint-Valbert, Semondans, Tavel, Trémoins, Verlans et Vians) et de plusieurs fiefs.

#### Le testament de Renaud de Bourgogne (1321)
Le 14 mars 1321, peu avant sa mort, Renaud de Bourgogne, comte de Montbéliard, qui aimait résider au château d'Héricourt, y rédige un second testament[réf. nécessaire].
Le premier disposait que « les châtel et ville d'Héricourt et mille livrées de terre, dont cinq cents lui seront assises sur ladite ville et ses appartenances, et sur les plus prochaines villes, finaiges et territoires, issues et appartenances de ladite ville d'Héricourt; et le châtel d'icelle ne doit être compté ni estimé » et avait été rédigé en faveur de son épouse Guillemette de Neufchâtel morte avant lui en 1317 au château d'Étobon[réf. nécessaire].
Dans le second, il précise que si son fils Othenin, handicapé mental (mort en 1339) n'est pas en état de gouverner, ses biens devaient être partagés entre ses quatre filles, Agnès, Jeanne, Marguerite et Alix, Belfort, Héricourt et la suzeraineté sur le Châtelot revenant à Jeanne, mariée à Raoul-Hesse, marquis de Bade[réf. nécessaire].

#### Marguerite de Bade (années 1360)
À sa mort, Jeanne partage ses terres entre ses quatre filles, Jeanne, Ursule, Marguerite et Adélaïde. Marguerite, épouse de son cousin Frédéric, marquis de Bade, hérite des seigneuries d'Héricourt et de Florimont.
Marguerite de Bade est assez dépensière, plus que ne le lui permettent ses ressources. Aussi a-t-elle souvent recours à des aliénations qui lui permettent de tenir son rang. En 1360-1361, elle vend plusieurs domaines, notamment : 
- Échenans à Thomas de Beurnevesin (mars 1360). Celui-ci, gentilhomme originaire de Bâle fait élever une forteresse sur le plateau dominant le village[réf. nécessaire].
- Semondans, avec des parts dans la châtellenie d'Étobon et du Chastel-Thierry, à son oncle le comte de Montbéliard (mars 1362)[réf. nécessaire].

Pour la même raison, elle accorde des lettres d'affranchissements à « tous ses hommes et femmes de la terre d'Héricourt » le 15 mars 1361 pour la somme de 250 livres bâloises. Par ces franchises, la seigneurie d'Héricourt adopte « les us et coutumes du comté de Ferrette », et forme ainsi un domaine « de propre et franc-alleu, placé ès bornes de Ferrette, près de Bourgogne »[réf. nécessaire].
Le 17 février 1374, Albert et Léopold, tous deux ducs d'Autriche et fils de la comtesse Jeanne de Ferrette, viennent compléter cet acte de franchise.
Selon les dernières volontés de Marguerite de Bade la seigneurie est transmise à sa fille, également nommée Marguerite, épouse de Geoffroy, comte de Linange et de Richecourt.

#### Le village de Darnin
Darnin, village limitrophe de Brevilliers et de Bussurel, s'étend le long d'un coteau boisé aujourd'hui nommé « bois du Mont Danin » converti en vignoble dès le début du XVIIe siècle[réf. nécessaire].
L'église Saint-Maimbœuf de Montbéliard avait des possessions à Darnin, confirmées par Célestin III en 1196. Le chapitre de cette église les cède en 1333 au comte de Montbéliard Henri de Montfaucon, gendre de Renaud de Bourgogne[réf. nécessaire].
Au début du XIVe siècle, Renaud avait réuni à ses terres le fief que Jean de Belmont, écuyer détenait là[réf. nécessaire].
Un autre noble avait des biens à Darnin, il s'agit de Renaud de Bavans. Après la mort de ce dernier, ses fils Vuillemein et Huguenin, écuyers, vendent en 1303 à Thiébaud IV de Neuchâtel ce qu'ils tiennent à Darnin. En 1321, le prieuré de Saint-Valbert possédait le bois dit « la Roche-Salamon ». Darnin devait disparaître vers 1362.

#### La charte de 1374, fondement du régime municipal

Blason des seigneurs de Neuchâtel-Bourgogne.

L'acte du 17 février 1374 (supra) est important pour la seigneurie d'Héricourt : il est le fondement du régime municipal de la ville pour plusieurs siècles[réf. nécessaire].
Non seulement les habitants sont déclarés « francs et quittes de toutes tailles, exactions, impositions, services et servitudes, quels qu'ils soient », mais l'acte autorise l'élection annuelle d'un « magistrat »  (assemblée municipale) de neuf membres chargé de gouverner la communauté[réf. nécessaire].
À côté d'un tribunal dit « de la mairie » apparaît assez vite une « justice de la prévôté », formée d'un prévôt et de cinq « prud'hommes » choisis parmi les maires des communes voisines. Les sentences de ces deux cours peuvent être soumises en appel à la cour du bailli[réf. nécessaire].
Thiébaud VI de Neuchâtel, nouveau propriétaire de la seigneurie confirme ces franchises le 29 avril 1378. Il l'a en effet achetée aux ducs en novembre 1377 pour 11 200 florins d'or, sous la réserve du droit de rachat et du « droit d'ouverture du château pour les ducs et leurs gens à toute réquisition ».

#### Les interventions de l'évêque de Bâle (1425) et du dauphin (1444)
Ces transferts de propriété sont la source de problèmes pour Héricourt au début du XVe siècle, époque où elle fait l'objet d'un indivis entre les seigneurs de Neuchâtel et l'évêque de Bâle[réf. nécessaire].
Le refus de Thiébaud de Neuchâtel de restituer la seigneurie malgré la clause de remboursement incluse dans l'acte de vente de 1377, entraîne la venue à main armée de l'évêque Jean de Fleckenstein accompagné du comte de Thierstein en novembre 1425. La ville et le château sont pillés et incendiés, ainsi que ceux de Clémont[réf. nécessaire].
Quelques années plus tard, en 1444, le dauphin Louis de France, menace à son tour la seigneurie lors de sa campagne contre les bandes de « routiers » qui écument la région[réf. nécessaire].
Thiébaud VIII de Neuchâtel réussit à protéger ses biens, de même que ceux de Granges et d'Étobon, appartenant aux jeunes comtes de Wurtemberg, Louis IV et Ulrich V, ses neveux placés sous sa protection[réf. nécessaire].
La gouvernance des Neuchâtel permet une époque de prospérité pour la communauté d'autant que ceux-ci entretiennent de bonnes relations avec Montbéliard comme en témoigne la lettre adressée à Herman d'Eptingue, alors bailli de la cité : « Très chier et grant amy. Je me recommande a vous; quant je suis venu en ce lieu d'Ericourt, j'ai sceu que vous vous doubtez fort a Montbéliart et y fait-on grant guet et garde. Veuillez moy faire savoir de qui c'est que vous doubtez. Mon propos a tousiours esté et est encor de deffendre et revanger Montbéliart et la seigneurie a tout ce que honneste et possible me serait; se chose voulu que je puisse, je le feray voluntiers. Nostre seigneur vous ayt en sa garde. Escript aud. Éricourt, le Xe jour de may, l'an LXVII. T. de Neufchastel, d'Espinal et de Chastel sur Mozelle, maréchal de Bourgongne ».

#### La période desguerres de Bourgogne(1474-1477)

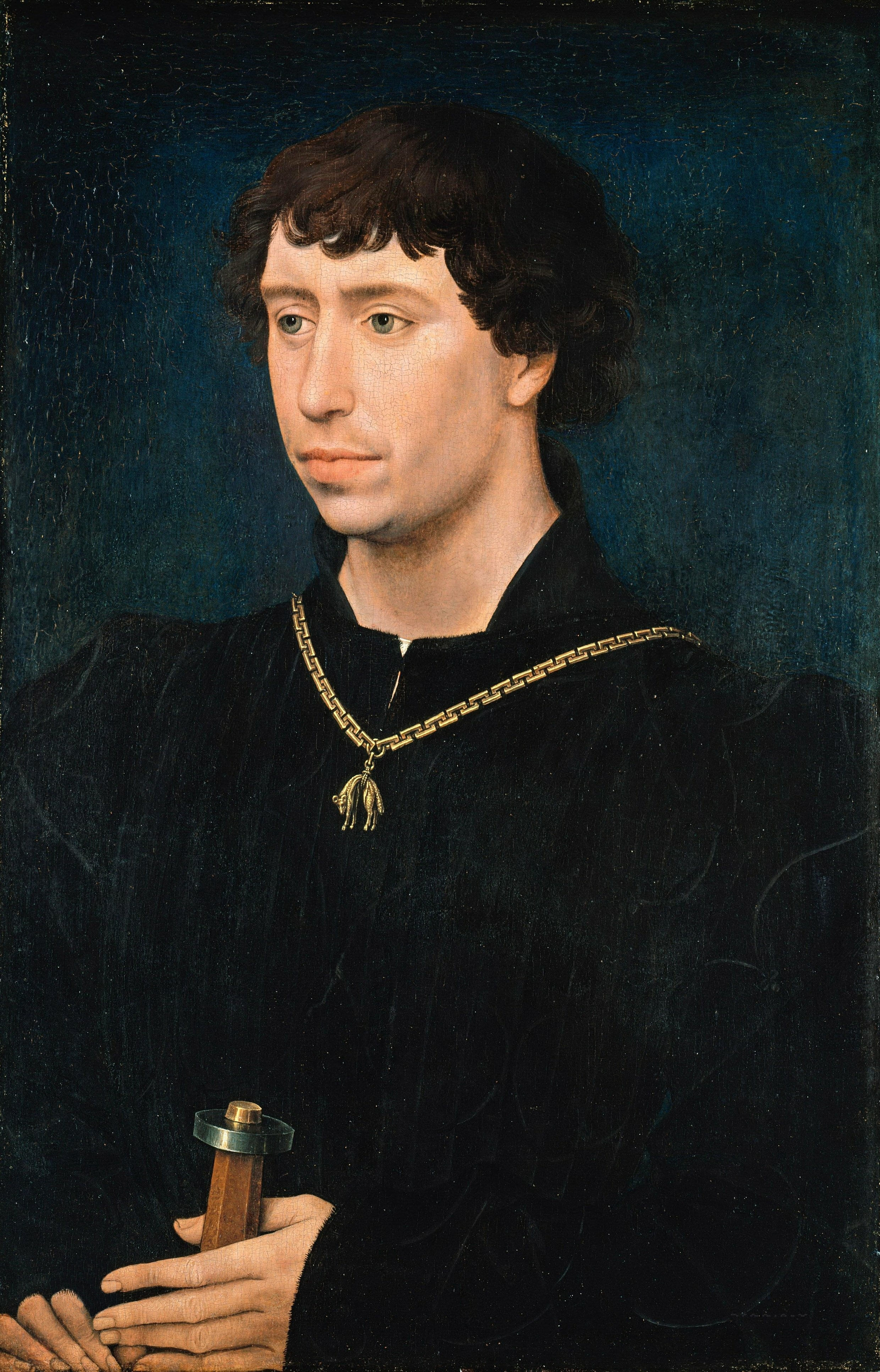
Charles le Téméraire.

Dès les années 1474-1477, la région subit les dégâts causés par la guerre de Bourgogne entre Charles le Téméraire, duc et comte de Bourgogne, et les cantons suisses. Les seigneurs de Neuchâtel, par leur position de vassaux du duc de Bourgogne, sont obligés de s'unir à lui pour affronter la confédération des VIII cantons, alliée aux villes de Bâle et de Strasbourg[réf. nécessaire].
Celle-ci s'empare des châteaux d'Héricourt, du Châtelot, de L'Isle-sur-le-Doubs, de Blamont et de Clémont. Malgré la présence d'Étienne de Hagenbach et la venue de 15 000 Bourguignons à son secours, Héricourt tombe après 15 jours de siège et la ville est laissée à l'archiduc d'Autriche. Celui-ci, en 1481, consentait sur l'insistance d'Henri de Neuchâtel et de Claude, tous deux fils de Thiébaut IX de Neufchâtel, à leur restituer la ville ainsi que Châtelot et L'Isle[réf. nécessaire].
Mais la guerre avait ruiné la seigneurie qui se trouvait en péril à tel point que « si quelque aide ou provision n'y estait mise, la ville estait en voie de brief demeurer inhabitée ». Au début du XVIe siècle s'éteignait la lignée de Neuchâtel. L'héritage de Thiébaut IX de Neufchâtel était transmis à la branche de Neuchâtel-Montaigu en la personne de Jean son frère. Furieux d'être dépossédés de cette riche succession, les époux des petites-filles de Thiébaud IX, Félix de Werdemberg et Guillaume de Furstemberg, s'emparent des terres.

### Temps modernes

#### La succession de Guillaume de Furstemberg
Guillaume de Furstemberg reçoit Héricourt[Quand ?] ainsi que Châtelot, L'Isle et Clémont. Il prend le titre de « souverain-seigneur » et entreprend d'élargir les droits de commerce et d'octroyer de nouvelles franchises[réf. nécessaire].
La maison de Montaigu n'était pas restée sans rien faire devant la spoliation de son héritage. Ses membres entament une procédure de restitution qui est poursuivie par Ulrich VI de Wurtemberg (1487-1550) après qu'il eut acheté la seigneurie pour 6 000 florins d'or. L'affaire trainait en longueur et deux prétendants s'affrontaient pour s'emparer des terres, d'un côté le duc de Wurtemberg qui l'avait achetée aux Montaigu, de l'autre Gabriel de Salamanque, comte d'Ortembourg qui la tenait de l'archiduc Ferdinand qui avait lui aussi acheté la seigneurie mais cette fois à Guillaume de Furstemberg[réf. nécessaire].
L'affaire se régla par l'affrontement, aux pieds des murailles de la ville, d'un corps de troupe du duc, fort de 4 000 hommes et de 200 cavaliers, face aux milices de la principauté de Montbéliard en juin 1561.
Héricourt et sa seigneurie deviennent officiellement montbéliardaises. Dès lors, cette seigneurie et celles de Blamont, Châtelot et Clémont formeront les Quatre Terres ou Quatre Seigneuries. Deux ans plus tard, Héricourt et sa seigneurie deviennent luthériennes[réf. nécessaire].

#### Les invasions de 1587-1588
Lors des guerres de Religion le comté de Montbéliard subit les incursions des troupes du duc de Guise et Héricourt se voit sommée de se rendre par Ehrard de Reinach. Le traité de capitulation est signé le 14 janvier 1588. Très mécontent de la soumission des habitants de la ville, le comte Frédéric fera abattre les murs et les portes de la ville en obligeant les Héricourtois à faire eux-mêmes ce travail. Il leur retira leurs franchises ainsi que leurs revenus municipaux le 2 février 1588 lors d'une cérémonie sur la place devant le château d'Héricourt où il leur fit la remontrance : « ce n'est à vous autres rebelles d'avoir des privilèges, ains à mes bourgeois de Montbéliard qui les ont mieux mérités que vous » ; cela dit il déchira les originaux des franchises et les jeta au sol. Sept des habitants furent jugés et pendus à des arbres aux avenues de la ville et plusieurs sont conduits dans les prisons du château de Montbéliard. Les habitants n'auront de cesse de supplier le duc de revenir sur sa décision et plusieurs fois, en 1588, 1589, 1590 et 1602, ils lui adresseront leurs suppliques : « Qu'il vous plaise donc, très juste et benin prince, accorder la requête des pauvres supplians ; qu'ils ne soient du tout détruits et ruinés et exposés comme à la merci de vos ennemis et des leurs ; démonstrez un témoignage très louable et perpétuel de votre bénigne clémence envers la pauvre ville d'Héricourt ; rendez par ce moyen la moitié de la vie à vos pauvres bourgeois et sujets ; munissez leur peu de biens ; garantissez des brigands et des voleurs la pudicité de leurs femmes et de leurs filles, ayant compassion de vingt ou trente villages qui n'ont ou n'avalent aultre refuge propre pour retirer leurs biens en temps de guerre qu'audit Héricourt ; rappeliez leur jeunesse et aultres de leurs bourgeois, manans et habitans, qui, pour la désolation de leur ville, absentent le pays ; que votre bonne excellence s'assure que, moyennant l'aide de Dieu, les supplians se maintiendront mieux que jamais sous son obéissance, et qu'ils abandonneront plutôt leurs vies et leurs biens que de jamais rencheoir en telle faute qu'il y a deux ans ». Le duc Frédéric refusera toujours de revenir sur sa décision. Il faudra attendre le 14 février 1609 pour que son fils Jean-Frédéric de Wurtemberg consente à répondre positivement à la requête des habitants.

#### XVIIeetXVIIIesiècles

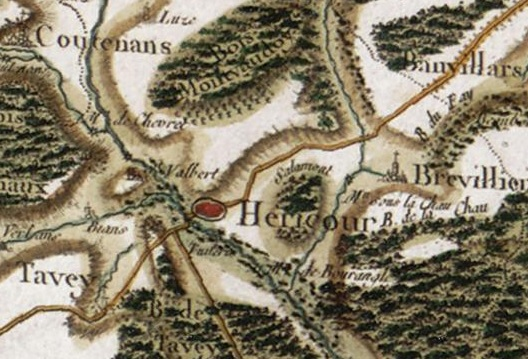
Héricourt sur la carte de Cassini.

La princesse Magdalena-Sibylla de Wurtemberg, veuve du duc Léopold-Frédéric vient s'installer au château d'Héricourt à partir de 1662. L'un de ses amis d'enfance, le compositeur Johann Jakob Froberger la rejoint peu après. Il y mourra en mai 1667[réf. nécessaire].
Un autre souverain européen s'intéresse à Héricourt. Suivant sa fameuse Politique des Réunions et après avoir conquis la Franche-Comté, Louis XIV s'empare de la seigneurie d'Héricourt en occupant la principauté de Montbéliard de 1676 à 1699. Bien que le Montbéliard retrouve par la suite son indépendance, les Quatre Terres (dont Héricourt) restent occupées par les forces françaises[réf. nécessaire].
Le « roi très chrétien » impose alors un curé royal pour convertir les protestants. Toutefois, les protestants ne se convertissent que peu[réf. nécessaire].
Petit à petit, la France administre la ville et sa seigneurie, via les actions de l’intendant de Franche-Comté et du Parlement de Besançon, ou encore par la réunion juridique des Quatre Seigneuries au bailliage d’Amont. Cette mainmise de la France est même confirmée par les Wurtemberg sous le règne de Eberhard-Louis, par un décret publié le 9 août 1723. En effet, le duc décida que « les [Quatre] seigneuries continueraient à être gouvernées suivant les droits et coutumes du comté de Bourgogne et suivant les ordonnances de la France, ajoutant que dans tous les cas où l’on pourrait s’en écarter, on devoit y suivre les ordonnances du comté de Montbéliard pour les affaires ecclésiastiques, économiques et financières ».
Toutefois, la domination montbéliardaise et son influence sur Héricourt restent importantes, puisque les mêmes institutions, et surtout la même religion, restent présentes jusque, au moins, en 1748. Les princes de Montbéliard avaient toujours régi cette seigneurie jusqu’à l’occupation française, car avant la conquête française, le nouveau magistrat (équivalent du conseil municipal actuel), lorsqu’il était élu, prêtait serment sur les Évangiles qui étaient entre les mains du « maire », le représentant du prince. Enfin, le lien avec la domination princière ne se coupa jamais véritablement, ne serait-ce que sur le plan religieux[réf. nécessaire].
Mais cette occupation française ne pouvait rester officieuse. Ainsi, une convention entre la France et le Wurtemberg se tint en 1748 à Versailles[réf. nécessaire].

#### La convention de Versailles (1748)
Le 10 mai 1748 a lieu à Versailles une conférence réunissant le roi de France et le duc de Wurtemberg, dont le sujet est le statut des Quatre Seigneuries. Il en résulte une convention, par laquelle « le Prince [de Montbéliard recouvre] ses revenus et droits seigneuriaux et le droit de nommer tous les fonctionnaires attachés aux justices des 4 seigneuries, mais ils doivent obligatoirement être choisis parmi des catholiques et recevoir l’agrément du roi pour pouvoir entre[r] en fonction », c'est-à-dire que le prince reconnait la souveraineté du roi de France sur les Quatre Seigneuries et devient, en ce qui concerne ces dernières, son vassal. Héricourt devient française et les catholiques s'installent en ville[réf. nécessaire].
La seigneurie d’Héricourt est rattachée à la Franche-Comté. Elle relève du bailliage d’Amont, du bailliage secondaire de Vesoul et de la subdélégation de Baume-les-Dames : le subdélégué de l’intendant qui y réside reçoit les comptes de la ville d’Héricourt ou tout autre acte pris par la commune, les vérifie, puis les renvoie à l’intendant[réf. nécessaire].
Étant ainsi reconnu comme seigneur d’Héricourt et des autres seigneuries, le prince de Montbéliard peut alors toucher les revenus de son domaine utile, c’est-à-dire « tous droits de justice haute, moyenne et basse ; plusieurs domaines, fiefs, arrières fiefs, foi, hommages, cens, rentes, tailles, dixmes, corvées, terreages, champarts, mainmorte, droits de lods et vente de commises, plusieurs bois, étangs, rivières, ruisseaux, moulins, prels, vignes, et autres droits seigneuriaux ».
Cela se traduit par la remise en fonction d’un système médiéval le « mi-partisme ». Ce système se résumait ainsi : les différentes communautés de la Seigneurie étaient coupées en deux, une partie payait ses impôts au prince, l’autre au roi. Selon Émilie Cardoni, « la partie non montbéliardaise de la population des villages mi-partis représentait en fait les sujets appartenant [autrefois] aux seigneurs de Neuchâtel[-Urtière], vassaux du Comté de Bourgogne ainsi qu’une partie des terres des villages ». Ces possessions entrèrent dans le domaine de la maison de Poitiers qui les céda juridiquement aux Wurtemberg à la suite d'un procès perdu en 1688 – ces terres étaient montbéliardaises de facto depuis la fin du XVIe siècle, ce qui explique pourquoi le système n’apparut pas sous la domination des princes, puisque ces derniers étaient les seigneurs des deux parties de ces communautés[réf. nécessaire].
Dans la seigneurie, plusieurs villages sont mi-partis : Aibre, Bussurel, Champey, Coisevaux, Échenans-sous-Mont-Vaudois, Laire, Tavey et Trémoins, qui entourent la ville d’Héricourt qui, rappelons-le, n’était pas une communauté mi-partie. Ainsi, dans ces villages, certaines personnes étaient assujetties directement au roi de France, d’autres au prince de Montbéliard. Mais un tel système ne pouvait fonctionner, car il était difficile de savoir quel foyer devait payer au prince ou au roi. Ainsi, beaucoup d’habitants de la Seigneurie auraient profité de la confusion fiscale qui s’était installée depuis 1700. Le prince demanda donc au roi de l’aider, ce que ce dernier fit en publiant un « Mandement au terrier » en 1759 qui obligea tous les habitants à justifier leurs titres de propriété, mandement qui énuméra la nature et l’étendue des droits du prince sur la Seigneurie... et qui le rendit impopulaire[réf. nécessaire].
Bien que la convention fût signée en 1748 entre le roi et le prince, elle était difficilement applicable. Le prince et le roi se rendirent compte de cela et décidèrent, le 21 mai 1786, de signer un traité qui établissait des échanges commerciaux entre le duché et le royaume, et qui devait régler le problème des villages mi-partis : un échange territorial fut projeté entre les deux souverains. Le duc devait retrouver ses pleins pouvoirs dans plusieurs villages dont des villages mi-partis, d’autres villages mi-partis échoueraient en totalité au roi. Dans la Seigneurie d’Héricourt, les communautés attribuées au duc étaient : Trémoins, Laire, Bussurel, Champey, Coisevaux, Aibre, Tavey, l’actuel Vyans-le-Val, Byans et Saint-Valbert (maintenant un quartier d'Héricourt) ; la communauté d'Échenans-sous-Mont-Vaudois, elle, irait au roi de France. Les deux souverains promirent aussi de respecter les religions catholique et luthérienne qui étaient présentes sur leurs territoires respectifs. Cependant, selon Jean-Pierre Dormois, ce traité « ne reçut jamais d’application du fait de l’opposition du parlement de Besançon, et ce, malgré le lit de justice du 8 mai 1788 : en 1789, il est encore sur ses bureaux ».
Sur place, les autorités royales locales ne mettent que peu d’ardeur à défendre les revendications du vassal du roi de France. Le « Mandement au terrier » est particulièrement impopulaire dans la Seigneurie d’Héricourt. L’image du Prince est ternie depuis la Convention de Versailles. Précisons aussi que le duc de Wurtemberg s’était converti au catholicisme, ce qui n’était pas pour plaire aux luthériens. De ce fait, des conflits naissent entre la Seigneurie d'Héricourt et le Prince pour des causes diverses : par exemple, en 1757 débute un procès entre le Prince et les bourgeois d’Héricourt, à propos de la perception des droits sur la distribution du sel, les lods, et les ventes ; en 1789, le procès est encore en instance. Les gens d’Héricourt avaient l’impression que les autorités seigneuriales et les autorités montbéliardaises s’étaient mises de concert avec les autorités royales pour chercher à imposer la ville le plus possible[réf. nécessaire].
Ainsi, le Prince de Montbéliard ne semblait plus être, pour les Héricourtois, le défenseur idéal de leurs franchises face à l’affirmation du pouvoir royal[réf. nécessaire].

#### Débuts de l'industrie textile
La pauvreté des sols et la possibilité de revenus complémentaires pour les paysans sont à l'origine de l'industrialisation précoce, les ruraux ayant été dispensés par Louis XV d'appartenir à une corporation en ce qui concerne le travail des étoffes. Le textile s'impose à Héricourt avec le développement des cotonnades (indiennes) au cours du XVIIIe siècle[réf. nécessaire].
L'intégration de la seigneurie d'Héricourt au royaume de France y facilite l'installation de marchands-fabricants donneurs d'ordre. En 1750, la ville en compte quatre, dont Jean-Christophe Picard qui est à l'origine de la première fabrique, bâtiment où les tissus sont teints et imprimés, tandis que le filage et le tissage ont lieu au domicile des paysans[réf. nécessaire].

### Époque contemporaine

#### La Révolution et l'Empire (1789-1815)
1789 : les habitants d'Héricourt rédigent deux cahiers de doléance : un pour les catholiques, un pour les protestants[réf. nécessaire].
1790 : Héricourt est rattachée au département de la Haute-Saône et devient chef-lieu de canton[réf. nécessaire].

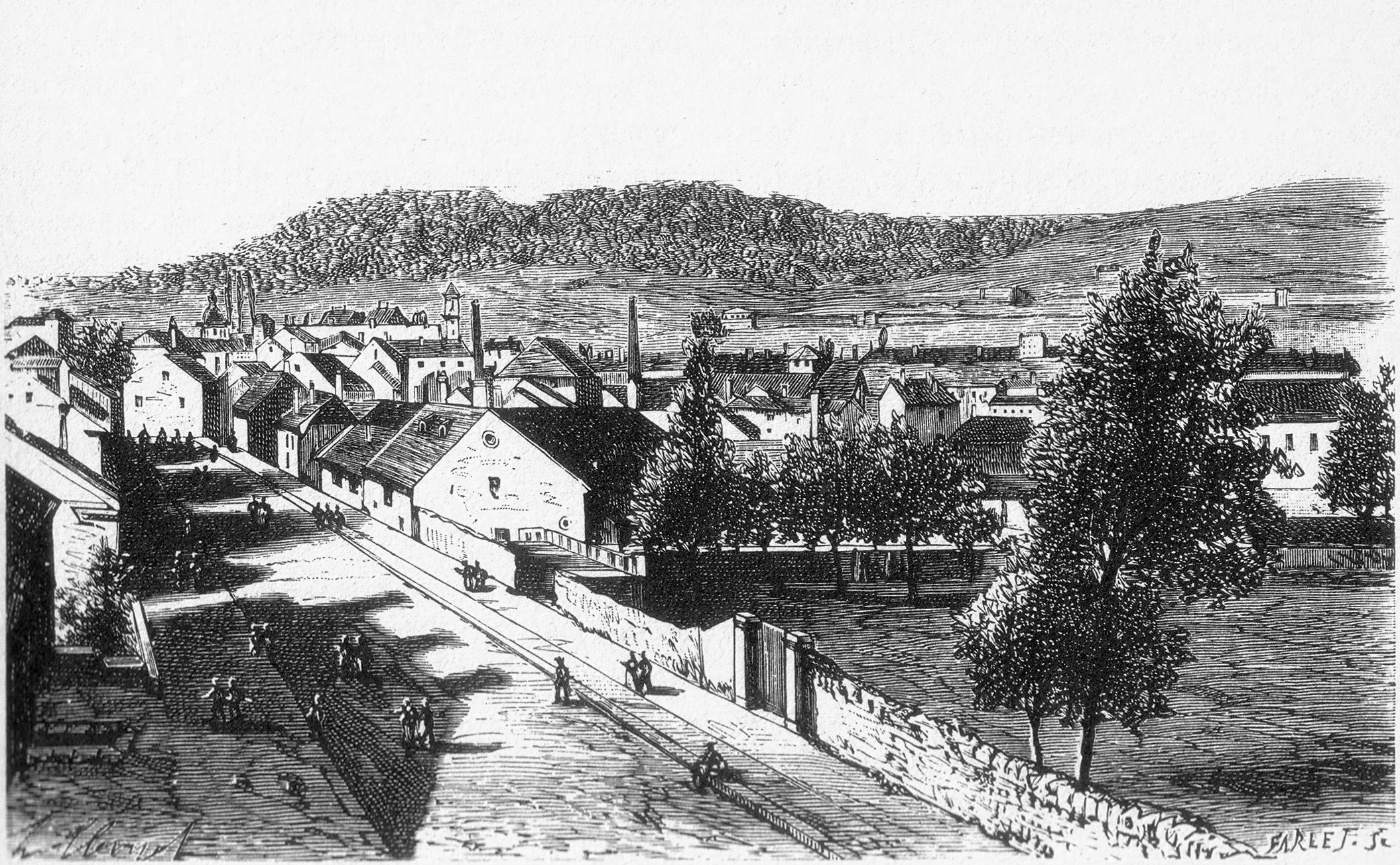
Gravure représentant Héricourt au XIXe siècle.

#### Le développement de l'industrie textile auXIXesiècle
L'industrie textile connaît une période de grande prospérité entre les années 1870 et 1950[réf. nécessaire].
Dans la deuxième moitié du XIXe siècle, les établissements Méquillet-Noblot sont les principaux employeurs du Pays d'Héricourt (jusqu'en 1893[pas clair]), puis la maison Schwob apparaît au premier plan,, avec Eugène Schwob d'Héricourt (1830-1912), père de Georges Schwob d'Héricourt (1864-1942).

#### La guerre de 1870

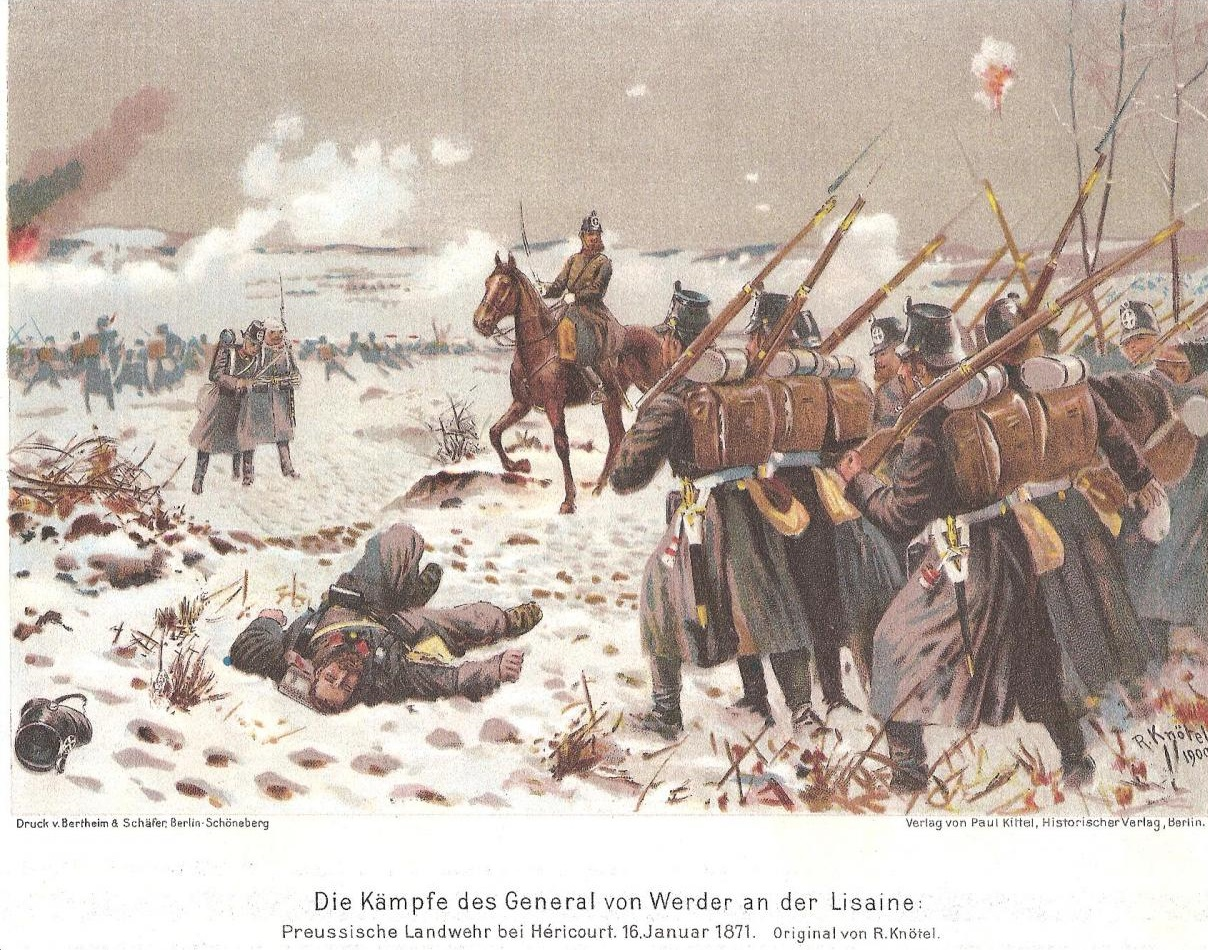
Le combat d'Héricourt, côté prussien.

Les 15, 16 et 17 janvier 1871, l’armée de l’Est commandée par le général Bourbaki livre la bataille dite de la Lizaine ou d'Héricourt. Les Prussiens sont en retraite depuis la victoire française de Villersexel. Tandis que les Prussiens bombardés et en voie d'encerclement s'apprêtent à se replier, les Français, malades, doivent renoncer à poursuivre l'offensive et sont ensuite contraints de se réfugier en Suisse[réf. nécessaire].
Ces trois jours de batailles ne provoquent pas de destructions importantes à Héricourt. Concernant le tissu industriel, seule la filature de Chanvre de Saint-Valbert de la société Seltz-Hartmann et Cie est détruite par un incendie provoqué par un bombardement le 15 janvier 1871. Le nombre de victimes civiles est aussi peu important. Cependant, une surmortalité est observée durant le premier trimestre de l'année 1871 due aux épidémies de typhus, de fièvre typhoïde et de dysenterie. 183 décès sont enregistrés en 1871 à Héricourt, pour une moyenne annuelle de 80 entre 1866 et 1870, dont 45% pour le premier trimestre 1871.

#### Seconde Guerre mondiale
Durant la Seconde Guerre mondiale, Héricourt est occupée par les Allemands et traversée par le Schutzwall West. Elle sera libérée le 18 novembre 1944 par des troupes françaises[réf. nécessaire].

## Politique et administration

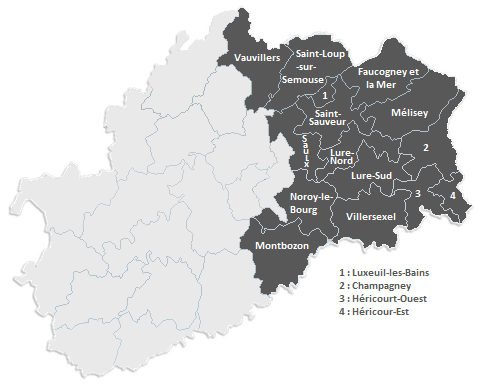
La Deuxième circonscription de la Haute-Saône sur une carte départementale.

### Rattachements administratifs et électoraux
Héricourt fait partie de l'arrondissement de Lure du département de la Haute-Saône, en région Bourgogne-Franche-Comté.
Pour l'élection des députés, la commune fait partie de la deuxième circonscription de la Haute-Saône depuis le redécoupage des circonscriptions législatives françaises de 2010.
La commune était, depuis la Révolution française, le chef-lieu du canton d'Héricourt. En 1985, ce canton fut scindé en deux pour former les cantons de  Héricourt-Est et de Héricourt-Ouest. Dans le cadre du redécoupage cantonal de 2014 en France, la commune est désormais le bureau centralisateur de deux nouveaux cantons, Héricourt-1 et Héricourt-2.
La géographie des quatre cantons, ceux existants entre 1985 et 2015, et ceux créés en 2015, est synthétisée sur les cartes départementales suivantes :

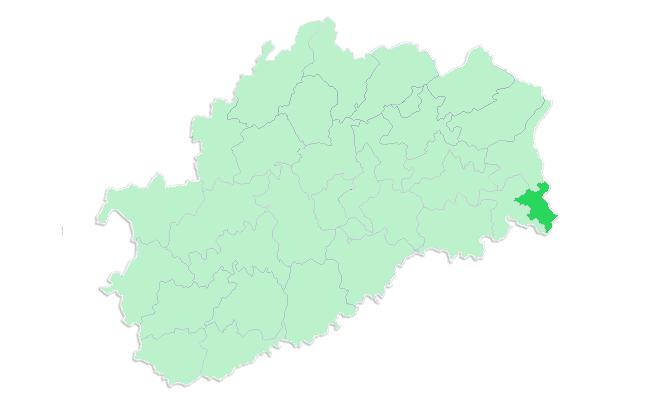
Le canton d'Héricourt-Est (1985 → 2015)..
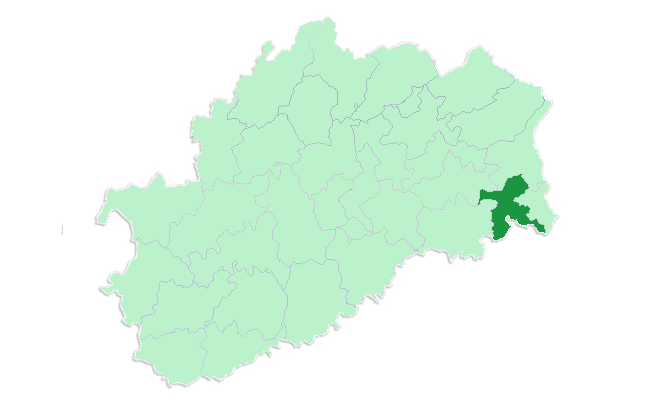
Le canton d'Héricourt-Ouest (1985 → 2015)..
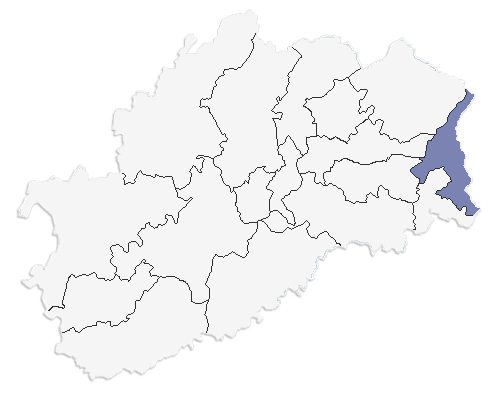
Le canton d'Héricourt-1 (2015 →  )..
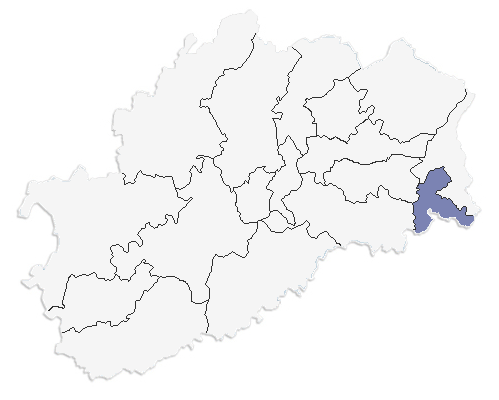
Le canton d'Héricourt-2 (2015 →  )..

La commune d'Héricourt se trouve dans le ressort  des tribunaux d'instance, paritaire des baux ruraux et du conseil de prud'hommes de Lure, des tribunaux de  grande instance et de commerce ainsi que de la cour d'assises de Vesoul et du tribunal des affaires de Sécurité sociale du Territoire de Belfort. Ces juridictions sont rattachées à la cour d'appel de Besançon.
Dans l'ordre administratif, la commune se trouve dans le ressort du tribunal administratif de Besançon et de la cour administrative d'appel de Nancy,.

Carte départementale représentant en rouge la communauté de communes du Pays d'Héricourt.

### Intercommunalité
La commune est le siège de la communauté de communes du Pays d'Héricourt, intercommunalité créée au 1er janvier 2001 et faisant partie du Pôle métropolitain Nord Franche-Comté.

### Regroupement de communes
La commune de Saint-Valbert est intégrée à Héricourt en 1808.
Les deux communes de Bussurel et Byans fusionnent avec Héricourt le 31 décembre 1972.
La commune de Tavey forme une commune nouvelle avec Héricourt le 1er janvier 2019.

### Tendances politiques et résultats
Au référendum sur le traité constitutionnel pour l'Europe du 29 mai 2005, le pourcentage d’habitants qui ont voté contre la Constitution européenne est de 69,86 %, alors qu'il est de 54,67 % pour la France.
À l'élection présidentielle française de 2007, le premier tour a vu se démarquer Ségolène Royal (PS) avec 29,89 %. Concernant le second tour, Ségolène Royal récolte 53,97 % des votes contre 46,03 % pour Nicolas Sarkozy (UMP). À l'élection présidentielle française de 2012, le premier tour voit François Hollande (PS) arriver en tête des listes avec 31,26 % des suffrages exprimés, suivie de Marine Le Pen (FN) qui totalise 26,22 %. Au second tour, François Hollande obtient 58,77 % des suffrages exprimés contre 41,23 % pour Nicolas Sarkozy (UMP).
Lors de l'élection présidentielle française de 2017, le premier tour voit se démarquer Marine Le Pen (FN) avec 29,68 %. Au second tour, cette dernière récolte 44,32 % des votes contre 55,68 % pour Emmanuel Macron (EM) qui remporte élection à l'échelle nationale.
Lors de l'élection présidentielle de 2022, Marine Le Pen obtient, au 1er tour, 29,61% des suffrages exprimés et 52,12% au second tour. À l'élection législative de juin 2022, le Rassemblement National réunit 30,36% des votes au 1er tour puis 52,90% au second tour.

### Administration municipale

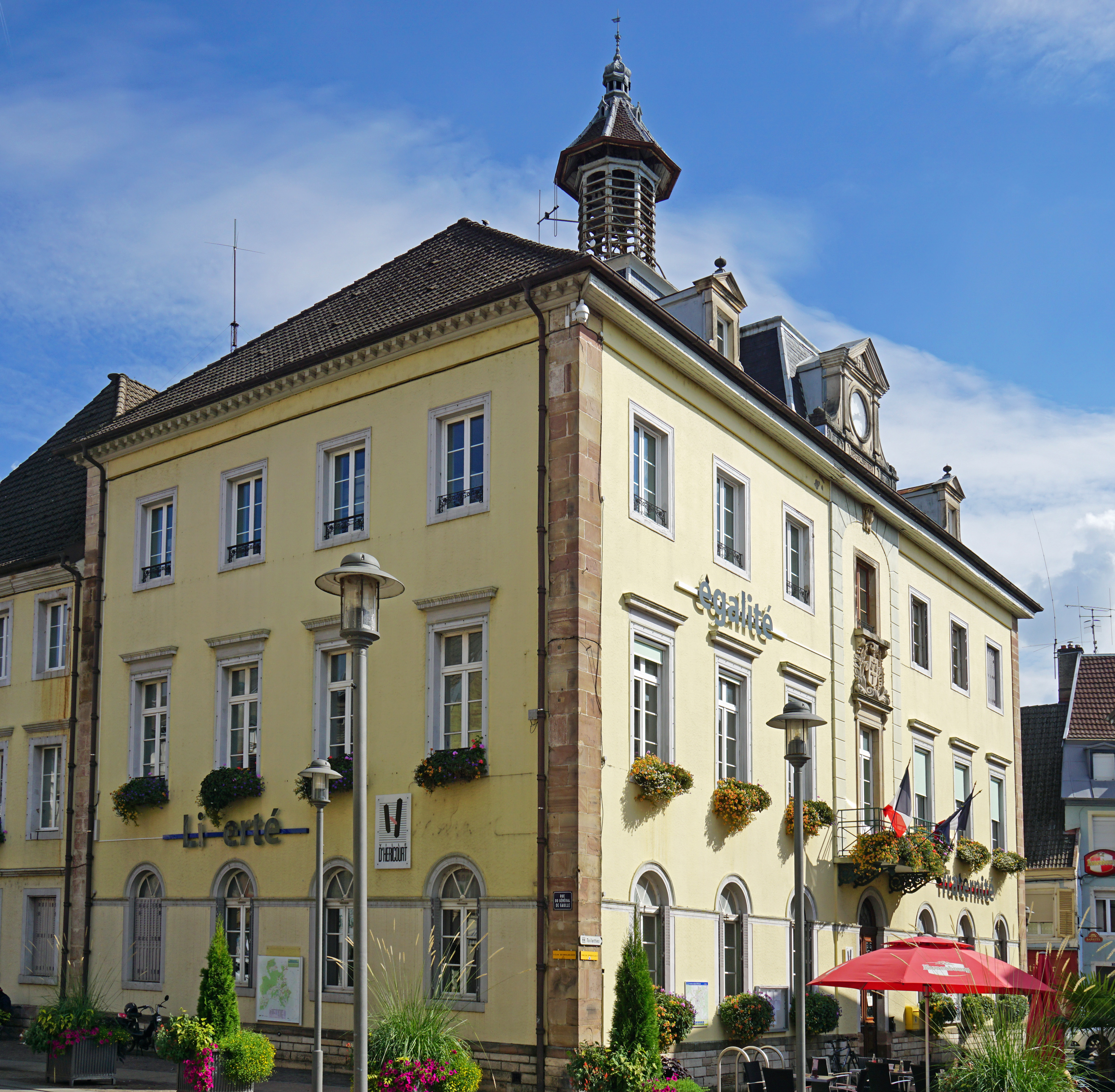
L'hôtel de la ville.

Le nombre d'habitants au dernier recensement étant compris entre 10 000 et 19 999, le nombre de membres du conseil municipal est de 33.

### Liste des maires
| Période                                  | Période                      | Identité                   | Étiquette            | Qualité |
| ---------------------------------------- | ---------------------------- | -------------------------- | -------------------- | --- |
| Les données manquantes sont à compléter. |                              |                            |                      | |
| 1879                                     | décembre 1919                | Edouard Schwob (1844-1929) | Rad.                 | Manufacturier, filateur-tisseur Conseiller général de Héricourt (1889 → 1919) Président du conseil d'arrondissement de Lure (1882 → 1889) Nommé maire par le président Mac-Mahon |
| Les données manquantes sont à compléter. |                              |                            |                      | |
| mai 1925                                 | après 1934                   | Eugène Grandjean           | SFIO                 | Maréchal-ferrant Conseiller général de Héricourt (1930 → 1940) Conseiller d'arrondissement (1928 → 1930) |
| Les données manquantes sont à compléter. |                              |                            |                      | |
| octobre 1947                             | mars 1971                    | Georges Tournu             | SFIO                 | Conseiller général de Héricourt (1961 → 1967) |
| mars 1971                                | mars 1983                    | André Girard               | PS                   | Ancien contremaître à Peugeot-Sochaux, syndicaliste Conseiller général d'Héricourt (1973 → 1985) Conseiller général d'Héricourt-Ouest (1985 → 1992) Président du conseil général de la Haute-Saône (1979 → 1982)                                                                        |
| mars 1983                                | octobre 2004                 | Jean-Pierre Michel         | PS puis MDC puis AGR | Magistrat Député de la Haute-Saône (2e circ.) (1981 → 2002) Sénateur de la Haute-Saône (2004 → 2014) Conseiller général de Héricourt-Ouest (1992 → 2011) Démissionnaire |
| octobre 2004                             | avril 2014,                  | Jean-Michel Villaumé       | PS                   | Professeur des écoles Premier adjoint au maire (1983 → 2004) Député de la Haute-Saône (2e circ.) (2007 → 2017) Conseiller général de Héricourt-Est (1985 → 2007) |
| avril 2014                               | En cours (au 3 juillet 2020) | Fernand Burkhalter         | PS                   | Cadre retraité Conseiller général de Héricourt-Ouest (2011 → 2015) Conseiller départemental d’Héricourt-2 (2015 → ) Président de la CC du Pays d'Héricourt (2008 → ) Vice-président du SMAU [Quand ?] Élu maire de la commune nouvelle le 7 janvier 2019 Réélu pour le mandat 2020-2026 |

### Communes déléguées
| Nom               | Code Insee | Intercommunalité       | Superficie (km2) | Population (dernière pop. légale) | Densité (hab./km2) |
| ----------------- | ---------- | ---------------------- | ---------------- | --------------------------------- | ------------------ |
| Héricourt (siège) | 70285      | CC du pays d'Héricourt | 21,04            | 10 525 (2022)                     | 500                |
| Tavey             | 70497      | CC du Pays d'Héricourt | 2,96             | 504 (2016)                        | 170                |

### Finances locales
En 2015, les finances communales de la commune était constitué ainsi :
- total des produits de fonctionnement : 11 216 000 €, soit 1 068 € par habitant ;
- total des charges : 8 945 000 €, soit 851 € par habitant ;
- total des ressources d’investissement : 5 603 000 €, soit 533 € par habitant ;
- total des emplois d’investissement : 3 701 000 €, soit 352 € par habitant ;
- endettement : 4 484 000 €, soit 427 € par habitant.

Avec les taux de fiscalité suivants :
- taxe d'habitation : 12,48 % ;
- taxe foncière sur le bâti : 25,82 % ;
- taxe foncière sur les propriétés non bâties : 61,92 % ;
- taxe additionnelle à la taxe foncière sur les propriétés non bâties : 0,00 % ;
- cotisation foncière des entreprises : 0,00 %.

### Politique environnementale

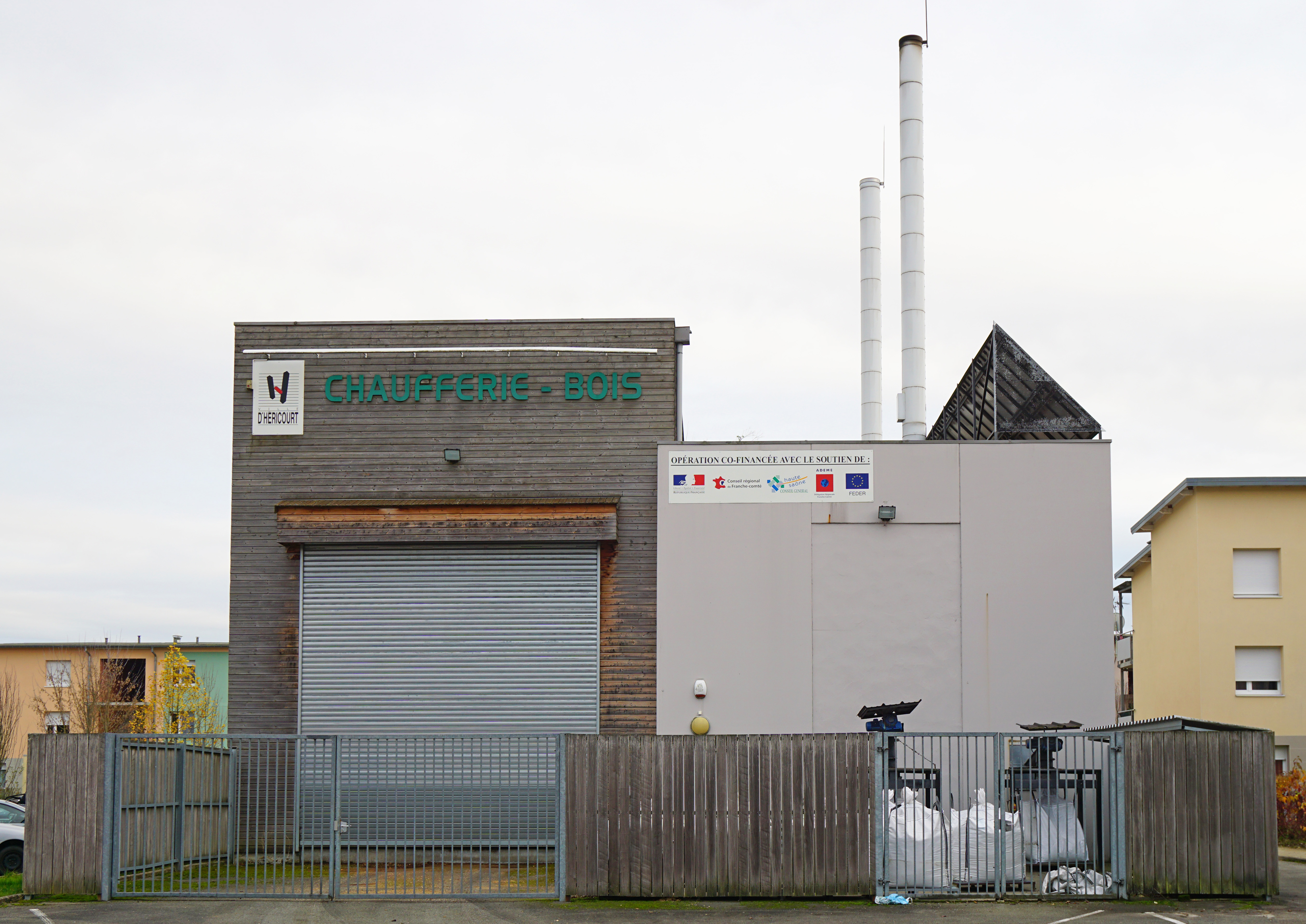
La chaufferie bois.

Une chaufferie bois collective alimente le quartier Maunoury (ancienne caserne militaire reconvertie en logements, services et espace culturel), sa puissance est de 2 MW, des chaudières au gaz naturel cumulant 1,6 MW peuvent être utilisés en appoint.
La commune fait partie du plan de protection de l'atmosphère (PPA) de l'aire urbaine Belfort-Montbéliard-Héricourt-Delle.

### Jumelages
La commune d'Héricourt est jumelée avec :
- Guiglo (Côte d'Ivoire) depuis 1995 ;
- Kędzierzyn-Koźle (Pologne) depuis 2006[70].

## Population et société

### Démographie
En 2022, la commune d'Héricourt comptait 10525 habitants. À partir du XXIe siècle, les recensements réels des communes de moins de 10 000 habitants ont lieu tous les cinq ans. Les autres « recensements » sont des estimations.
| 1793  | 1800  | 1806  | 1821  | 1831  | 1836  | 1841  | 1846  | 1851  |
| ----- | ----- | ----- | ----- | ----- | ----- | ----- | ----- | ----- |
| 1 511 | 1 462 | 1 498 | 1 998 | 2 838 | 3 353 | 3 518 | 3 526 | 3 770 |

| 1856  | 1861  | 1866  | 1872  | 1876  | 1881  | 1886  | 1891  | 1896  |
| ----- | ----- | ----- | ----- | ----- | ----- | ----- | ----- | ----- |
| 3 485 | 3 551 | 2 856 | 2 826 | 3 558 | 3 646 | 3 759 | 4 720 | 5 499 |

| 1901  | 1906  | 1911  | 1921  | 1926  | 1931  | 1936  | 1946  | 1954  |
| ----- | ----- | ----- | ----- | ----- | ----- | ----- | ----- | ----- |
| 6 230 | 6 610 | 6 850 | 6 054 | 5 552 | 5 811 | 6 136 | 5 437 | 6 794 |

| 1962  | 1968  | 1975  | 1982   | 1990  | 1999   | 2006   | 2011   | 2016   |
| ----- | ----- | ----- | ------ | ----- | ------ | ------ | ------ | ------ |
| 7 160 | 7 485 | 8 578 | 10 014 | 9 742 | 10 133 | 10 361 | 10 239 | 10 142 |

| 2021   | 2022   | - | - | - | - | - | - | - |
| ------ | ------ | - | - | - | - | - | - | - |
| 10 478 | 10 525 | - | - | - | - | - | - | - |

### Enseignement
L'éducation à Héricourt est assurée de la maternelle au lycée.
En ce qui concerne les études supérieures, les établissements les plus proches sont situés dans l'aire urbaine de Belfort-Montbéliard.

### Santé

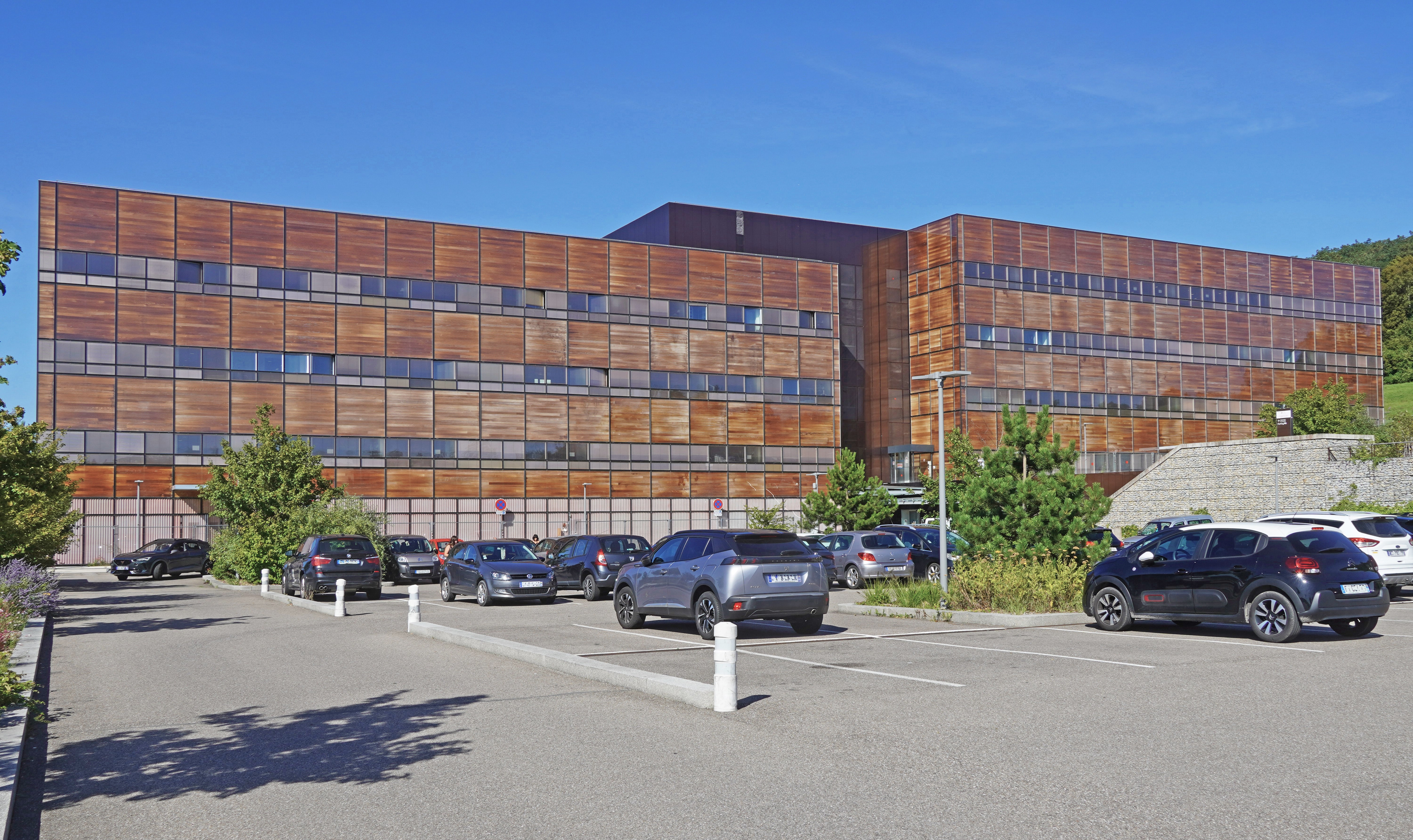
L'hôpital Nord Franche-Comté.

Les services hospitaliers sont assurés par l'hôpital Nord Franche-Comté, implanté à mi-chemin entre Belfort et Montbéliard, à Trévenans.

### Services et équipements publics
La commune possède des services techniques consacré à la voirie, à l'eau potable, à l'assainissement, à l'éclairage publique et au cimetière. La collecte des déchets ménagers et le tri sélectif sont assurés par la communauté de communes du Pays d'Héricourt.

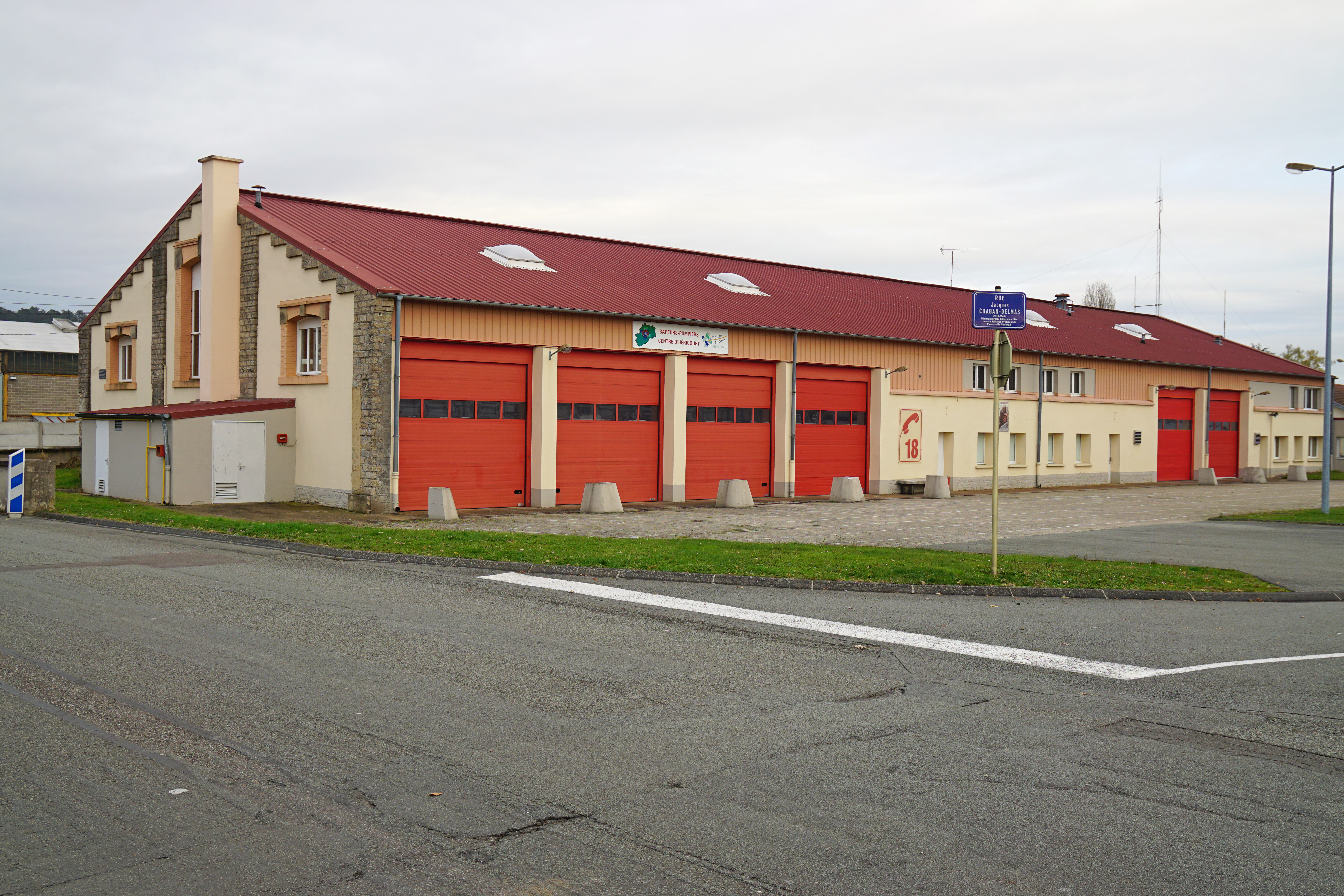
La caserne des pompiers.

### Sécurité et secours
Se trouvent à Héricourt une caserne de pompiers (SDIS), un centre du SAMU, une brigade de gendarmerie, un commissariat de police nationale.

### Sports
La commune dispose de neuf terrains de football (le principal étant celui du Mougnot avec ses gradins couverts), de trois terrains de basket, de trois salles multipsort, de deux stades d'athlétisme, de deux murs d’escalade, de deux courts de tennis, d'un mur de tennis, trois plateaux d'EPS, un parcours santé, un bassin de natation, une salle de dojo, une salle de musculation, une salle de gymnastique, un skatepark et d'un terrain de pétanque.

### Médias
La presse écrite est représentée par le quotidien régional L'Est républicain ainsi que par le journal hebdomadaire Les Affiches de la Haute-Saône. La ville est couverte par les programmes de France 3 Franche-Comté.

### Cultes

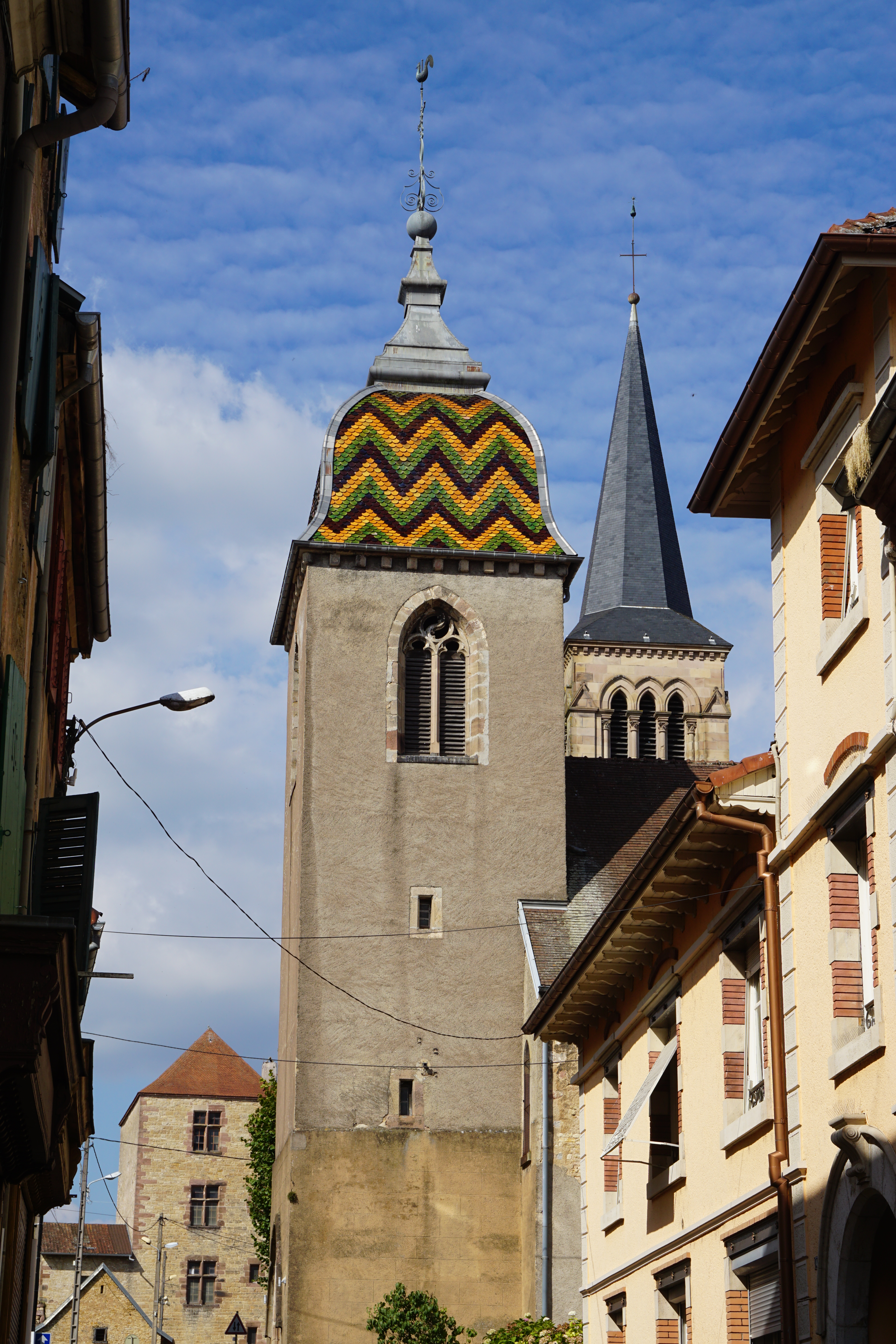
Les deux églises en enfilade et le château.

Héricourt possède deux églises principales consacrées à saint Christophe, l'une de culte catholique, l'autre de culte luthérien. Deux autres temples luthériens existent sur les anciennes communes de Bussurel, au sud et de Tavey, au sud-est. Dans cette dernière commune se trouve également une ancienne église désacralisée.
Une mosquée est construite en 2009, elle possède un minaret et un dôme.
Concernant la religion juive, la synagogue de Belfort est le lieu de culte le plus proche.

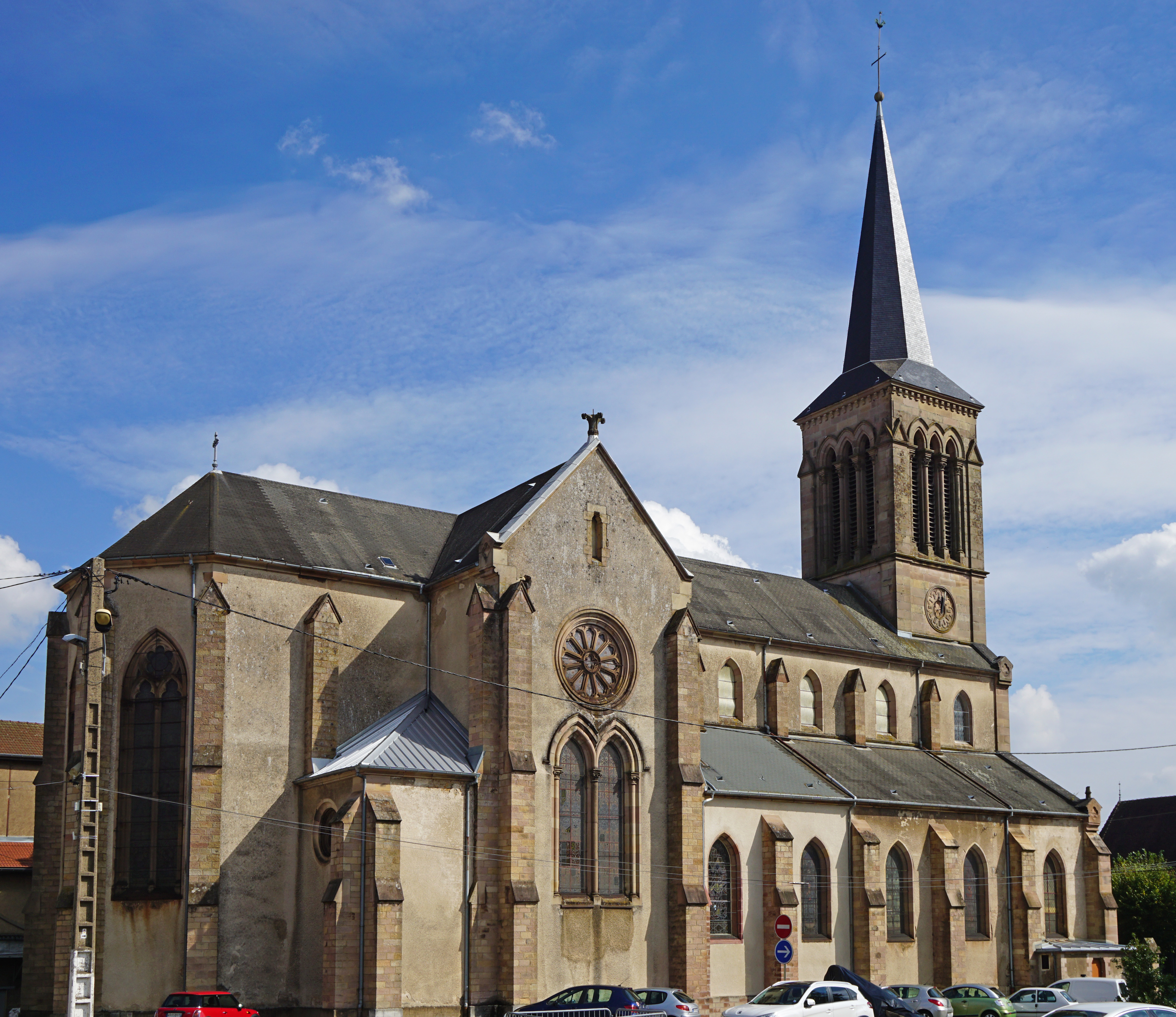
L'église catholique.
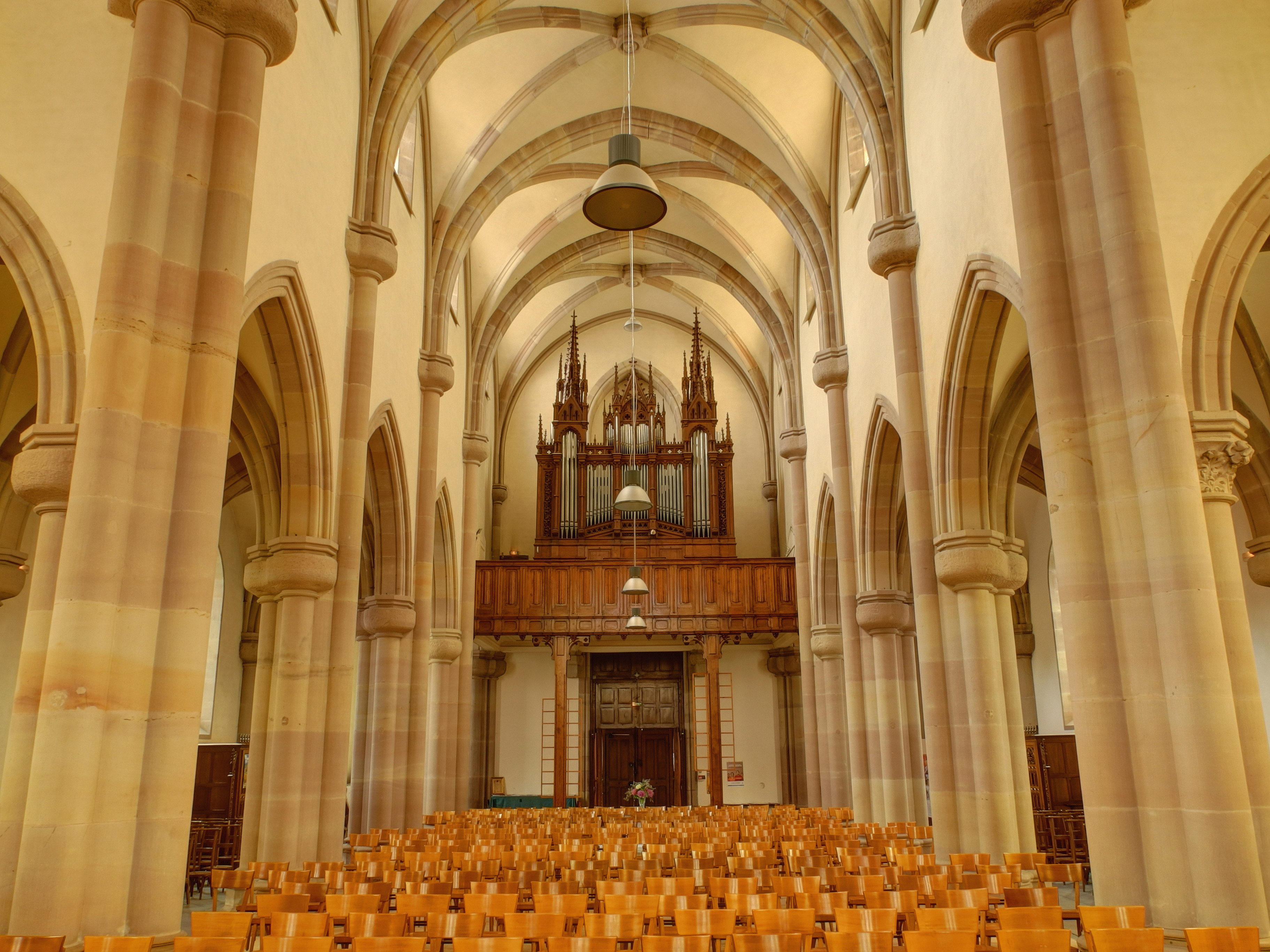
L'intérieur.
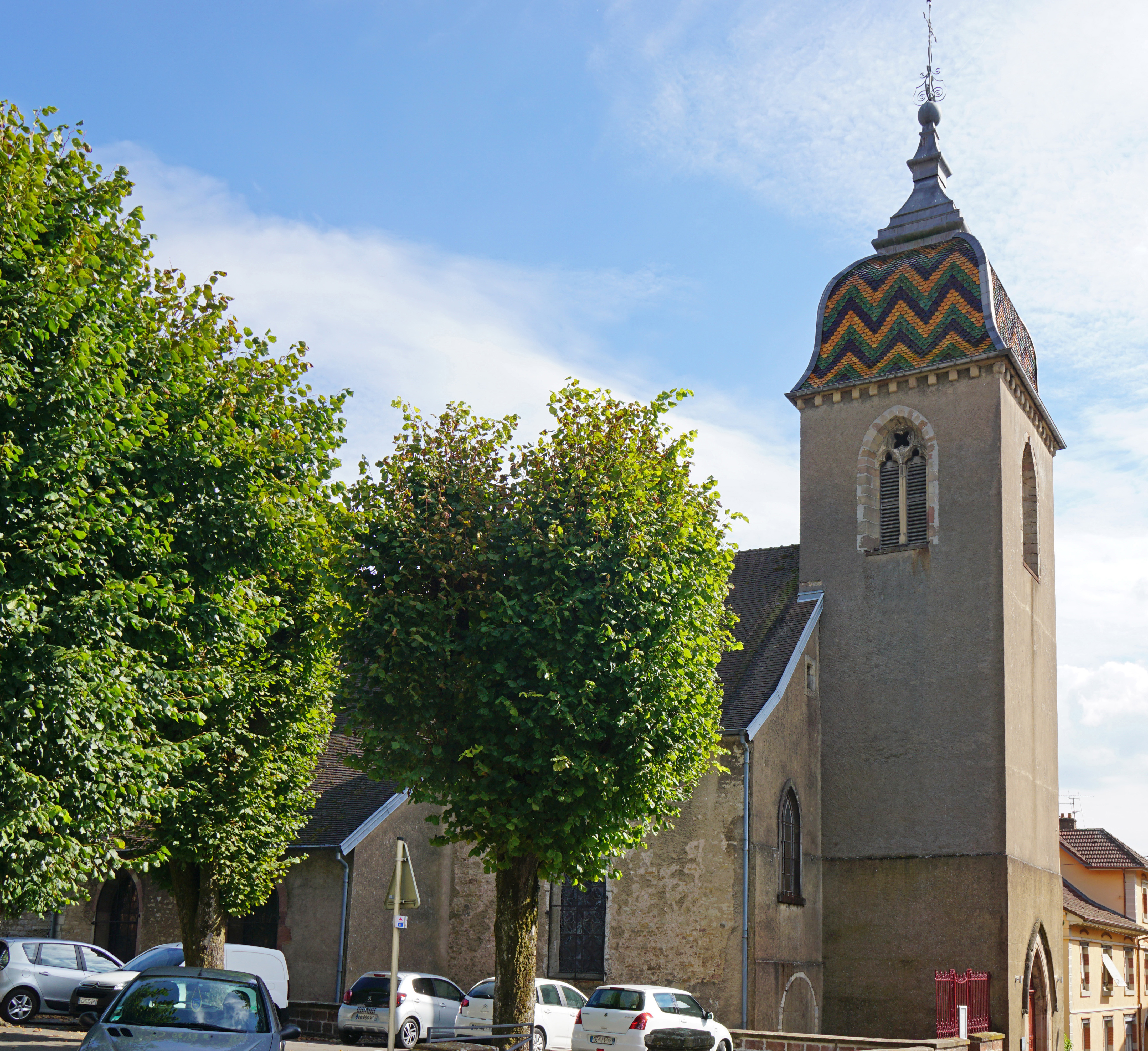
L'église luthérienne.
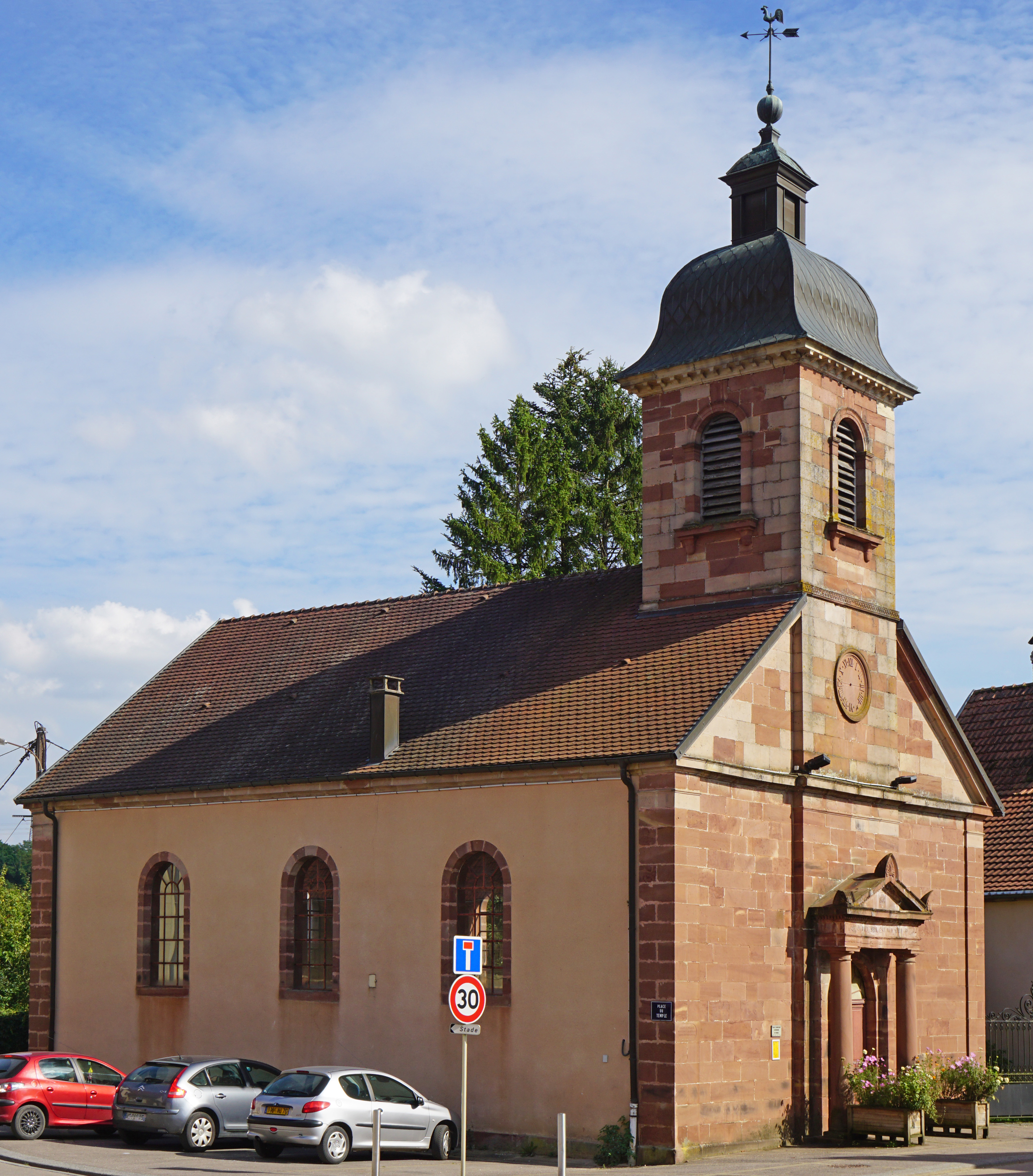
Le temple de Bussurel.
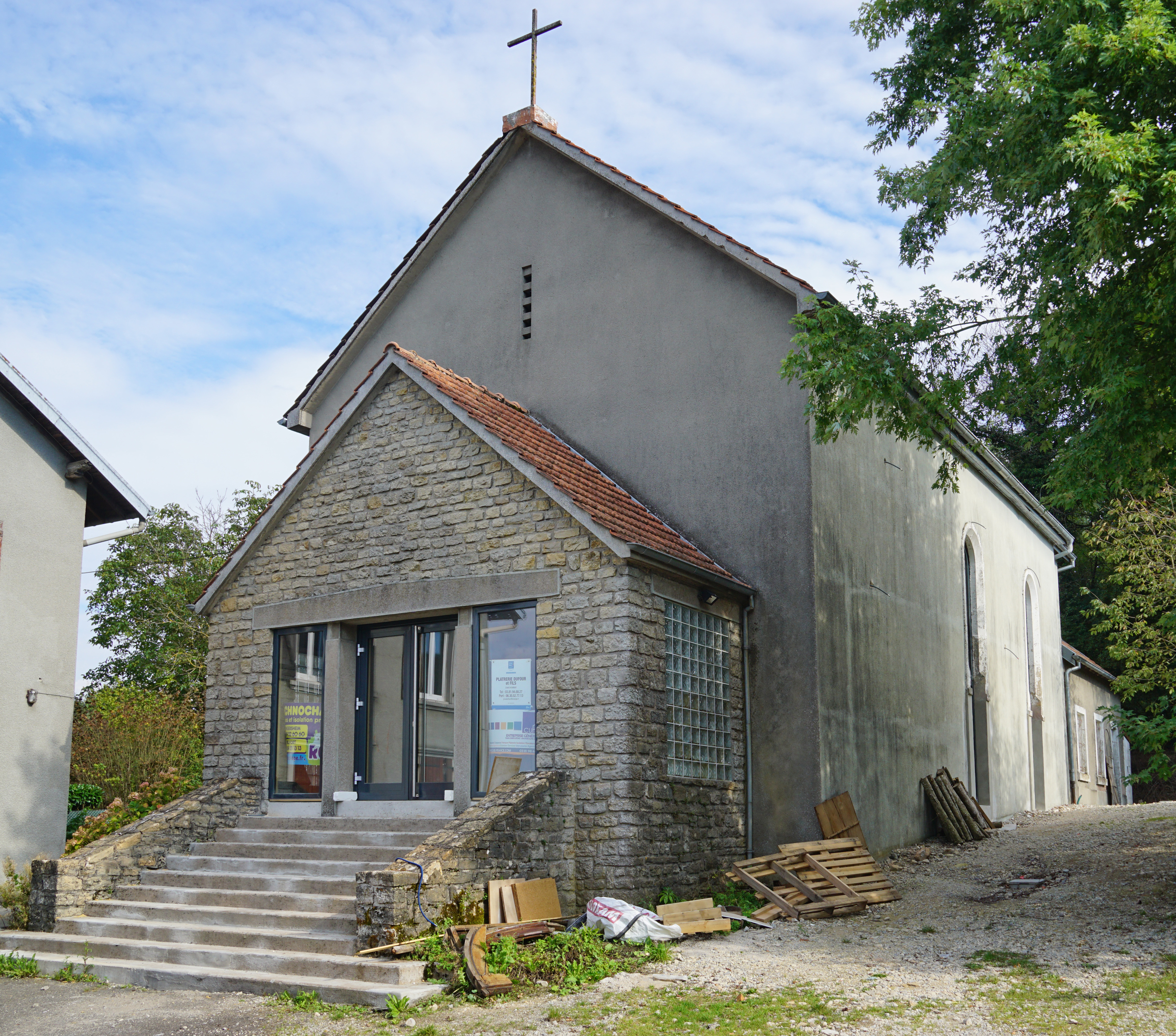
Ancienne église Saint-Germain de Tavey.
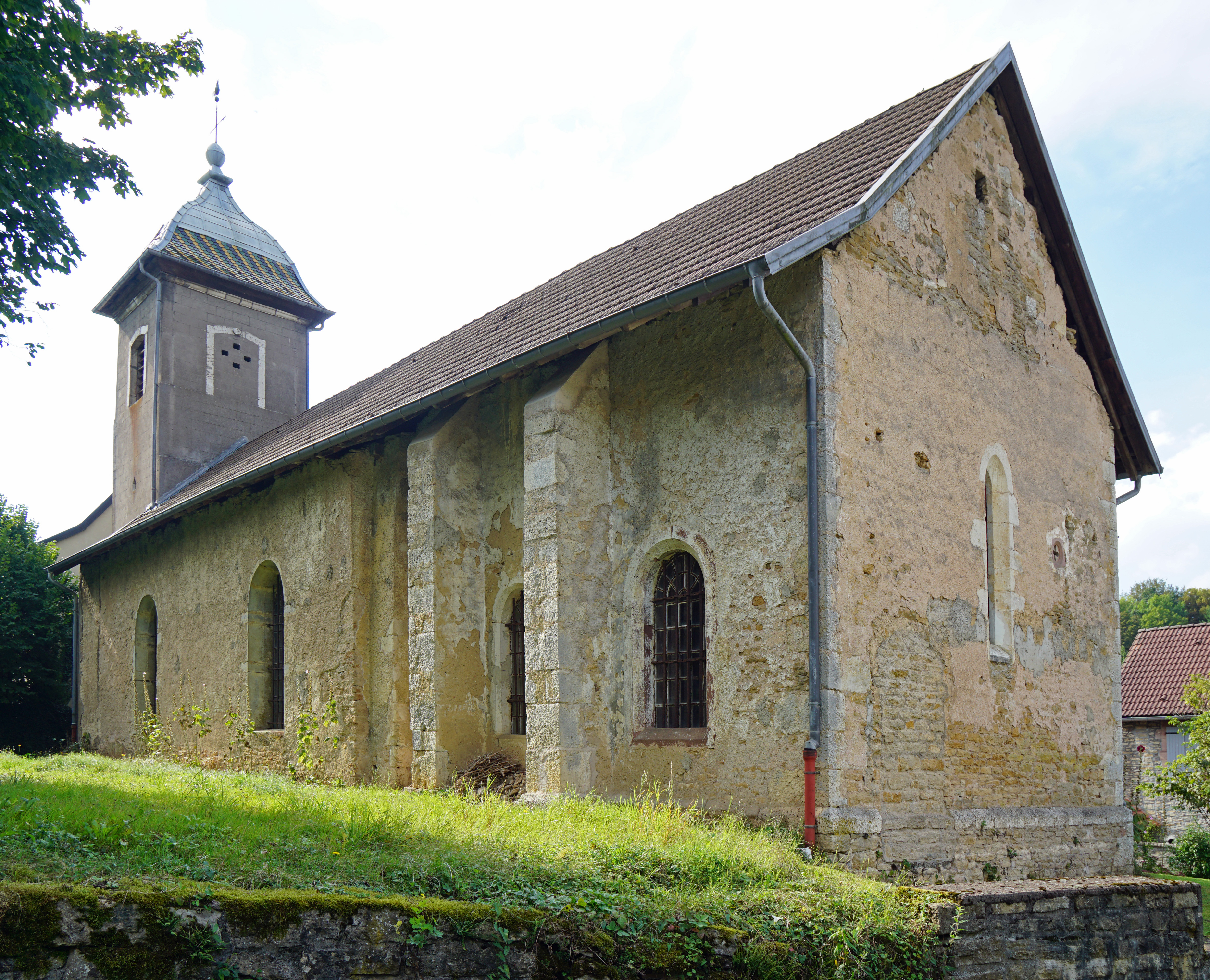
Temple de Tavey.

## Économie

### Revenus de la population et fiscalité
En 2016, 43 % des foyers fiscaux d'Héricourt étaient imposables.
La même année, le revenu fiscal médian par ménage était de 18 820 € en dessous de la moyenne départementale de 19 747 €.
En 2019, le taux de pauvreté est de 16 % alors que pour le département de la Haute-Saône, ce taux est de 12,90 %.

### Emploi
L'agglomération d'Héricourt-Belfort-Montbéliard concentre beaucoup d'emplois (plus de 39 % de la population d'Héricourt travaille dans ces deux dernières villes en 2004).
En 2016, la population âgée de 15 à 64 ans s'élevait à 6 635 personnes, parmi lesquelles on comptait 72,1 % d'actifs dont 59,3 % ayant un emploi et 12,8 % de chômeurs.
On comptait 3 999 emplois dans la zone d'emploi, contre 3 677 en 2011. Le nombre d'actifs ayant un emploi résidant dans la zone d'emploi étant de 4 002, l'indicateur de concentration d'emploi est de 99,9.
Le taux d'activité parmi les 15 ans ou plus a atteint 54,8 % en 2016.

### Entreprises et secteurs d'activité
Au 31 décembre 2015, la commune d'Héricourt comptait 693 établissements dont 8 dans l'agriculture, 56 dans l'industrie, 66 dans la construction, 433 dans le commerce-transports-services divers et 130 relatifs au secteur administratif. En 2018, 73 entreprises ont été créées à Héricourt, dont 60 sous le régime auto-entrepreneur.
La commune possède trois zones d'activité (ZA) : celle de Bussurel, celle du Mont Vaudois et celle « des Champs Frédéric » mais aussi une zone industrielle (ZI) dite « en Salamon » ainsi qu'une zone d'aménagement concerté (ZAC) : « les Guinnottes ».
L'agriculture de la commune est orientée vers l'élevage bovin pour la production de lait de vache dans la partie nord, alors que la partie sud est partagée entre l’élevage pour la viande bovine, la culture de fleurs et l'horticulture mais aussi le polyélevage.
Une Manufacture de maroquinerie appartenant à la marque Hermès est implantée dans une ancienne friche industrielle de tissage-filage.
Fondée en 1880, l'entreprise industrielle Gaussin fabrique du matériel de levage, de manutention lourde et des remorques automotrices.

## Culture locale et patrimoine

Localisation des monuments historiques et des édifices remarquables dans le centre-ville :
: fort du Mont-Vaudois ;
: château d'Héricourt ;
: « Petit Château » ;
: église catholique Saint-Christophe ;
: temple luthérien Saint-Christophe ;
: fontaine du Savourot ;
: musée Minal.

### Patrimoine architectural

#### Ouvrages militaires
- Le fort du Mont-Vaudois (1874-1877), camp retranché de Belfort, construit pour 667 hommes avec toute l'infrastructure nécessaire à leur hébergement, fait partie des fortifications chargées de la défense de la trouée de Belfort contre l'invasion possible venant de l'Est.
- La « Grosse Tour » : C'est pratiquement tout ce qui reste de l'ancien château féodal d'Héricourt. Ses créneaux d'origine ont fait place à une toiture à 4 pans, lors d'une opération de sauvegarde. Dans la cour, l'ancien puits du château subsiste sous une dalle, et le cellier a été aménagé en salle de réception.

- La maison du bailli ou « Petit Château » : Construite vers 1525 par Guillaume de Furstemberg, il est à peu près certain qu'elle a servi d'habitation aux baillis de la seigneurie jusqu'au début du XVIIIe siècle. Elle est aujourd'hui englobée dans le collège Saint-Joseph. Elle comporte encore un escalier à vis ou « viret » et une salle médiévale dite « salle du bailli Sirebon » avec un pilier central sculpté et fenêtres géminées. Une porte secrète construite dans la muraille entourant la maison, appelée aussi « Porte de Fer », donnait d'un côté sur les prés et de l'autre sur les dépendances de la maison du bailli. Elle servait d'issue à la ville en cas d'attaques ou de sièges.
- Les portes : La ville ne possédait que deux entrées : à l'ouest, la porte de Saint-Valbert et à l'est la porte de Brevilliers. Entre ces deux portes s'étendait la Grande Rue. Ces portes étaient défendues par des tours et des fossés, sur lesquels il y avait des ponts-levis et des corps de garde.

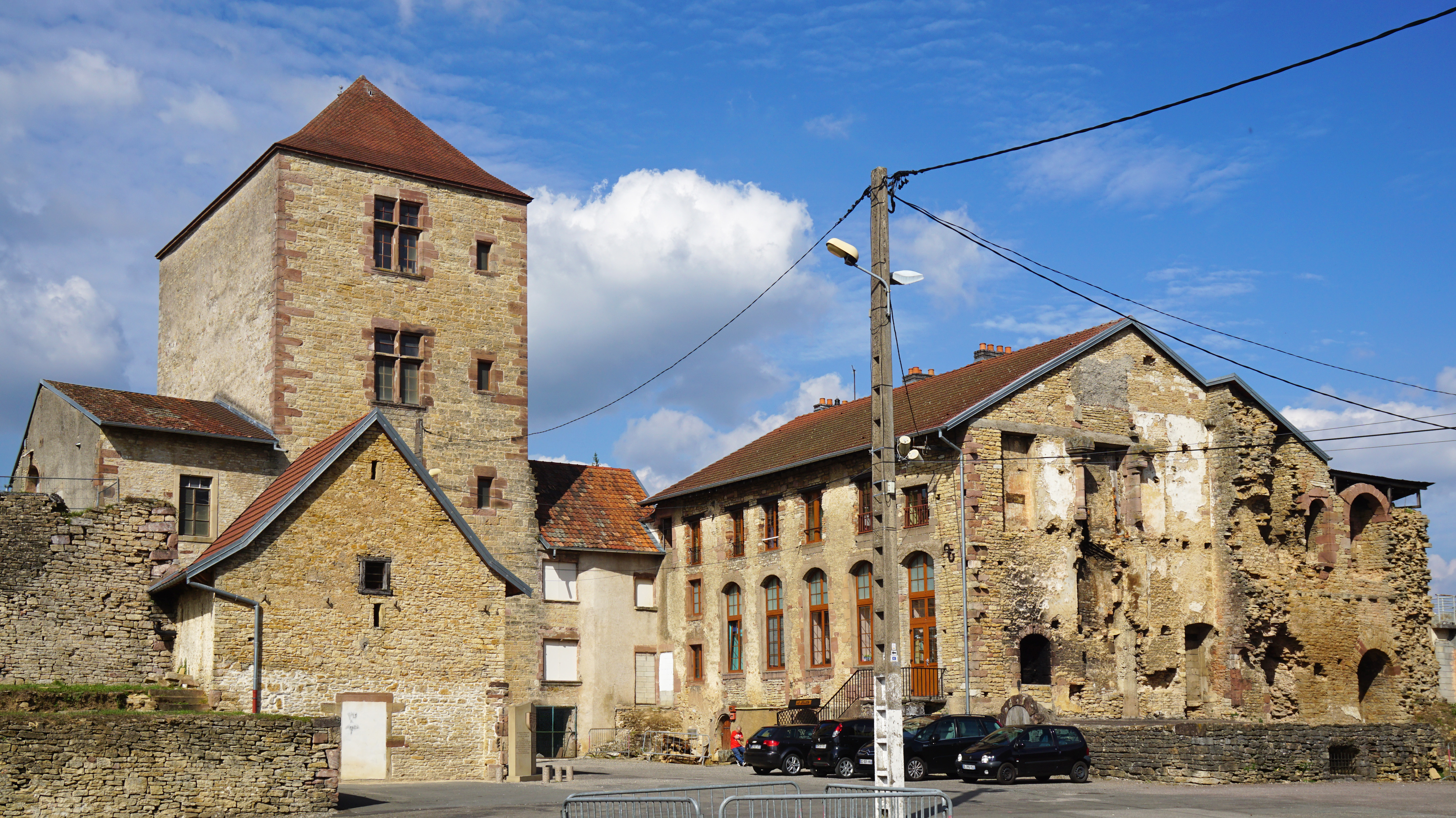
Le château d'Héricourt.
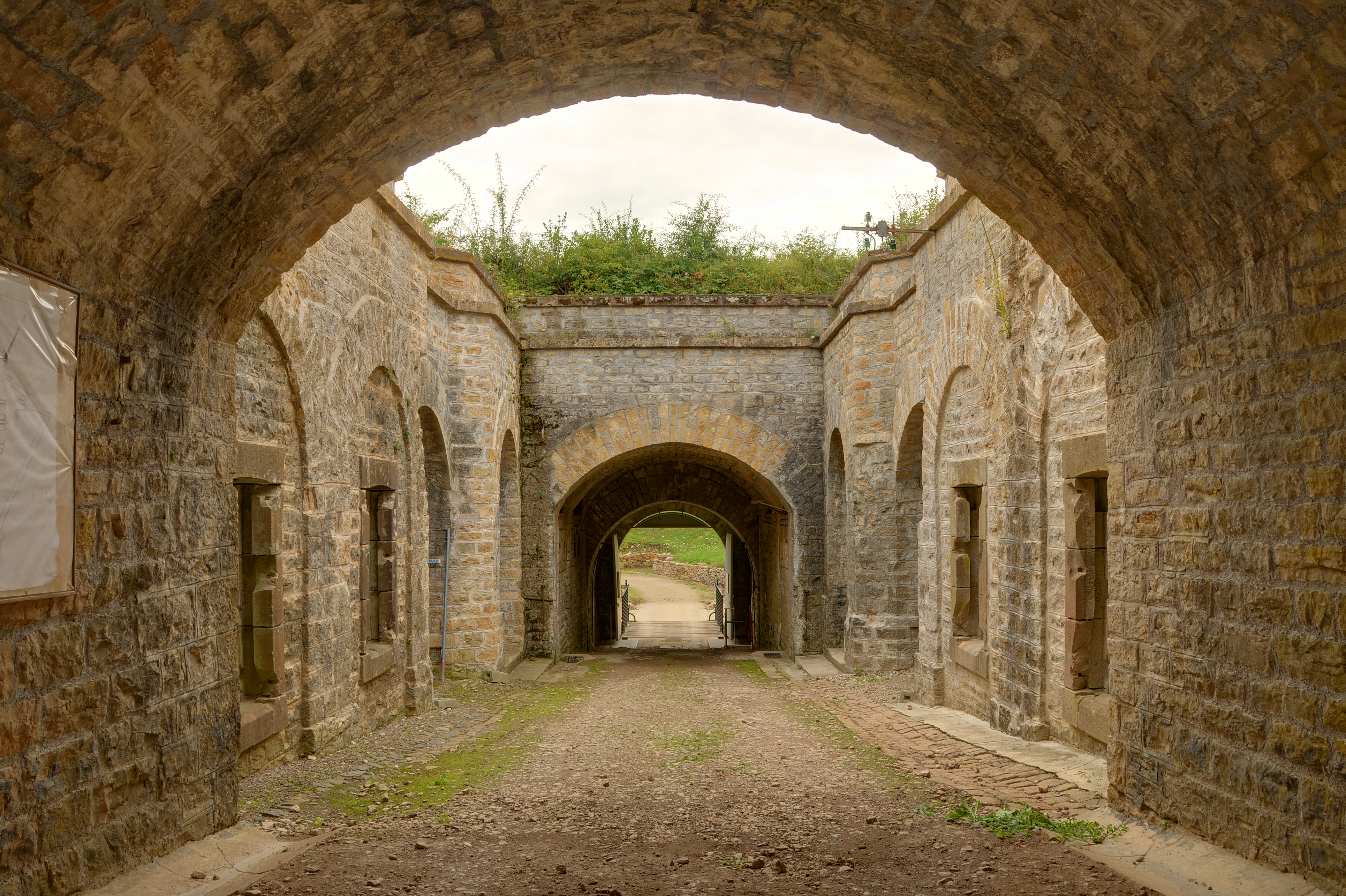
Le fort du Mont-Vaudois.

#### Édifices religieux
- L'église luthérienne Saint-Christophe : Construit au XIe siècle ou XIIe siècle, il s'agissait au départ d'une église catholique dédiée à saint Christophe. Son architecture est un mélange de roman et de gothique. En 1565, les ducs de Wurtemberg imposèrent la réforme protestante dans le pays de Montbéliard ; l'église devint alors un temple. En 1700, après l'annexion de la Franche-Comté par Louis XIV, le catholicisme fut rétabli. Le temple accueillit alors les deux cultes, les catholiques dans le chœur et les protestants dans la nef. Ce « simultaneum » a perduré jusqu'à la construction de l'église Saint-Christophe en 1887. À côté du temple (à la place de l'actuel « parking de l'église »), jusqu'en 1823, se trouvait le cimetière.
- L'église catholique Saint-Christophe : église située à proximité de l'église luthérienne.
- Le temple luthérien de Bussurel : construit en 1834 par l'architecte Mougenot.
- Le temple luthérien de Tavey : reconstruite partiellement en 1760..
- La chapelle de Saint-Valbert : lieu de culte édifié en 1851 dans le quartier de Saint-Valbert.

#### Bâtiments civils
- Les halles : Au cœur du centre-ville, en plein centre de la Grande Rue, se trouvait le bâtiment des Halles (38 mètres de longueur sur 16 mètres de largeur). Les Halles furent probablement construites vers 1585 et ont été détruites en 1853. Dans le rez-de-chaussée ouvert se tenaient le marché hebdomadaire et les deux foires annuelles (23 avril et 28 octobre). On y trouvait le Corps de Garde ainsi que les pompes à incendie. Au premier étage, plusieurs grandes salles dans lesquelles on stockait les grains et où se tenaient les audiences de justice du bailliage. À côté des Halles se trouvaient l'école, la prison ainsi que le Four banal. C'est sur l'emplacement de ce bâtiment des Halles que l'on a construit l'actuel Hôtel de Ville.
- La fontaine du Savourot, en demi-cercle, au lieu-dit Saint-Valbert.
- À la Grand-Pré, subsiste la dernière cheminée d'usine d'Héricourt, rappelant son activité passée de filatures et tissages.
- L'ancienne gare des chemins de fer vicinaux de la Haute-Saône dite gare du « Tacot »[85].

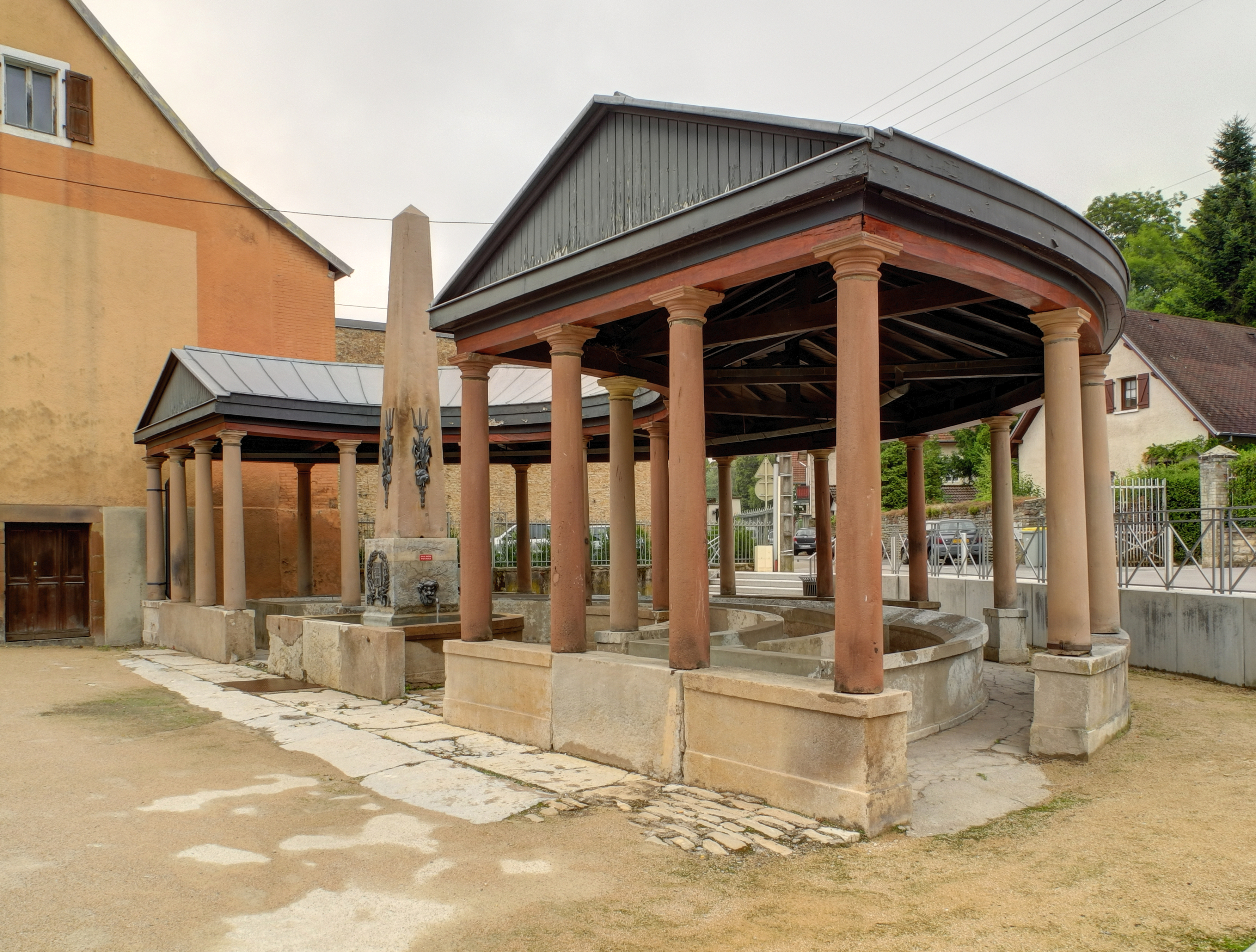
La fontaine-lavoir du Savourot.
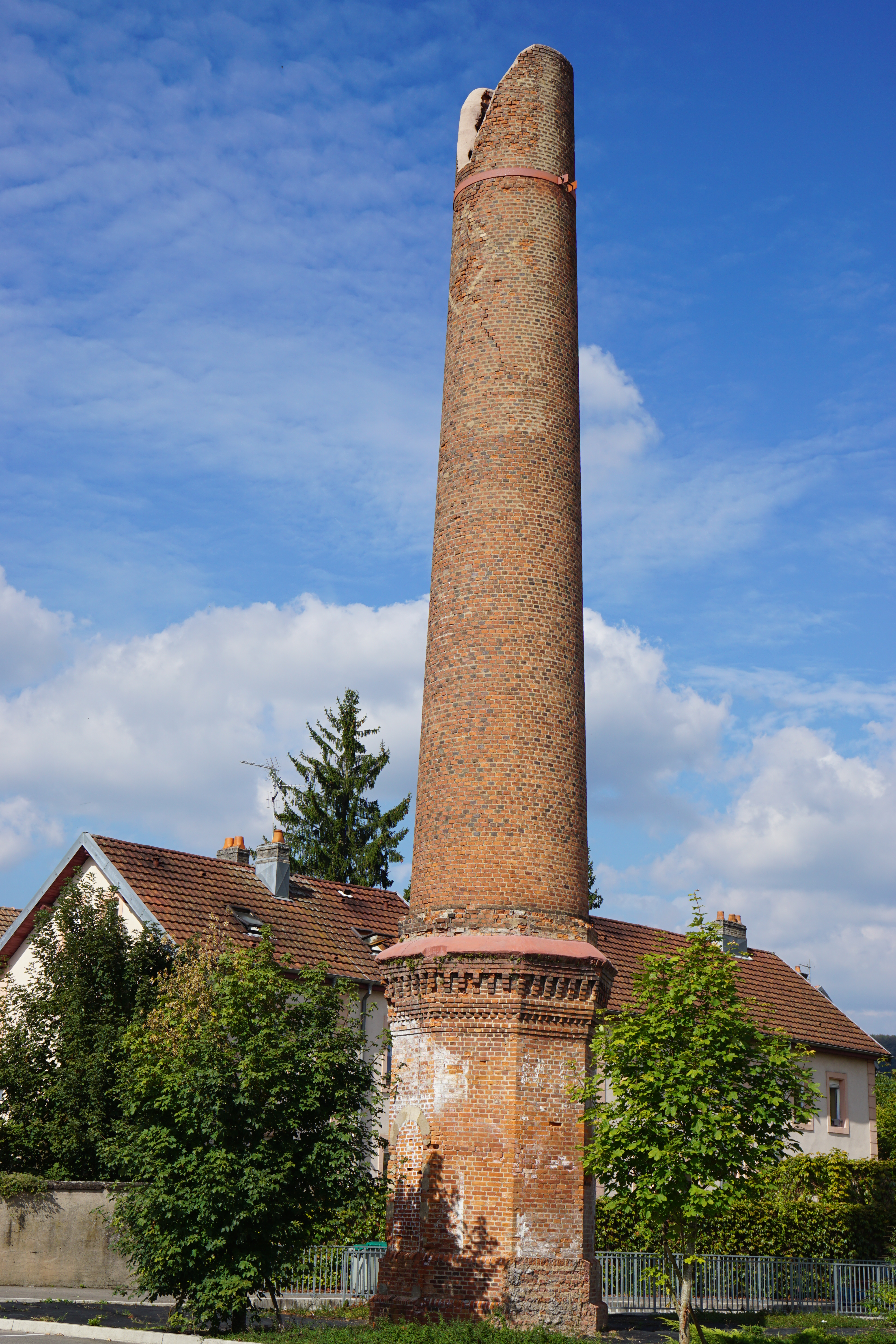
Cheminée témoin du passé industriel.
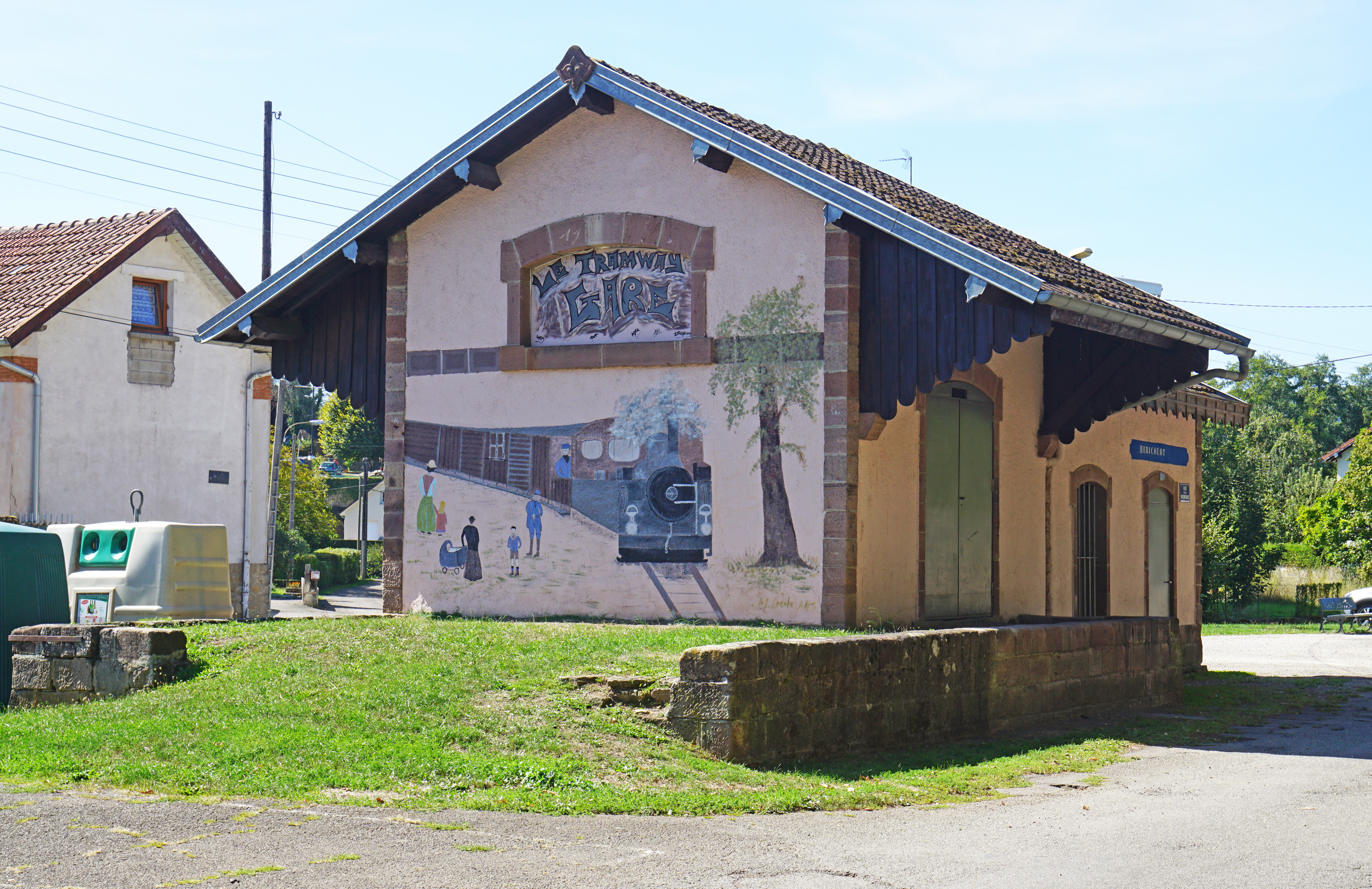
L'ancienne gare du Tacot.

#### Monuments commémoratifs
Divers monuments commémoratifs sont présents sur la commune. Le monument aux morts principal, situé vers les deux églises du centre-ville, est créé pour la Première Guerre mondiale, des plaques sont ajoutées autour du monument pour rendre hommage à la Libération, aux déportés et victimes civils de Seconde Guerre mondiale, aux soldats tombés lors de la guerre d'Indochine et une autre pour la guerre d'Algérie.
Dans le cimetière de la ville, on trouve un carré militaire, un monument aux morts de la guerre de 1870, un second dédié à la bataille d'Héricourt (ou de la Lizaine), un autre pour la guerre de Crimée.
Dans l'ancien quartier militaire, on trouve un grand monument orné d'un canon d'artillerie sculpté qui rend hommage au 47e régiment d'artillerie de campagne (47e RAC) : il est situé dans un parc dédié à Michel Joseph Maunoury, acteur du traité de Versailles. Une stèle mémorielle et une plaque commémorative dédiée à la 5e division blindée sont présents dans la rue du 11 novembre.
Il existe également un monument aux morts dans l'ancienne commune de Bussurel.

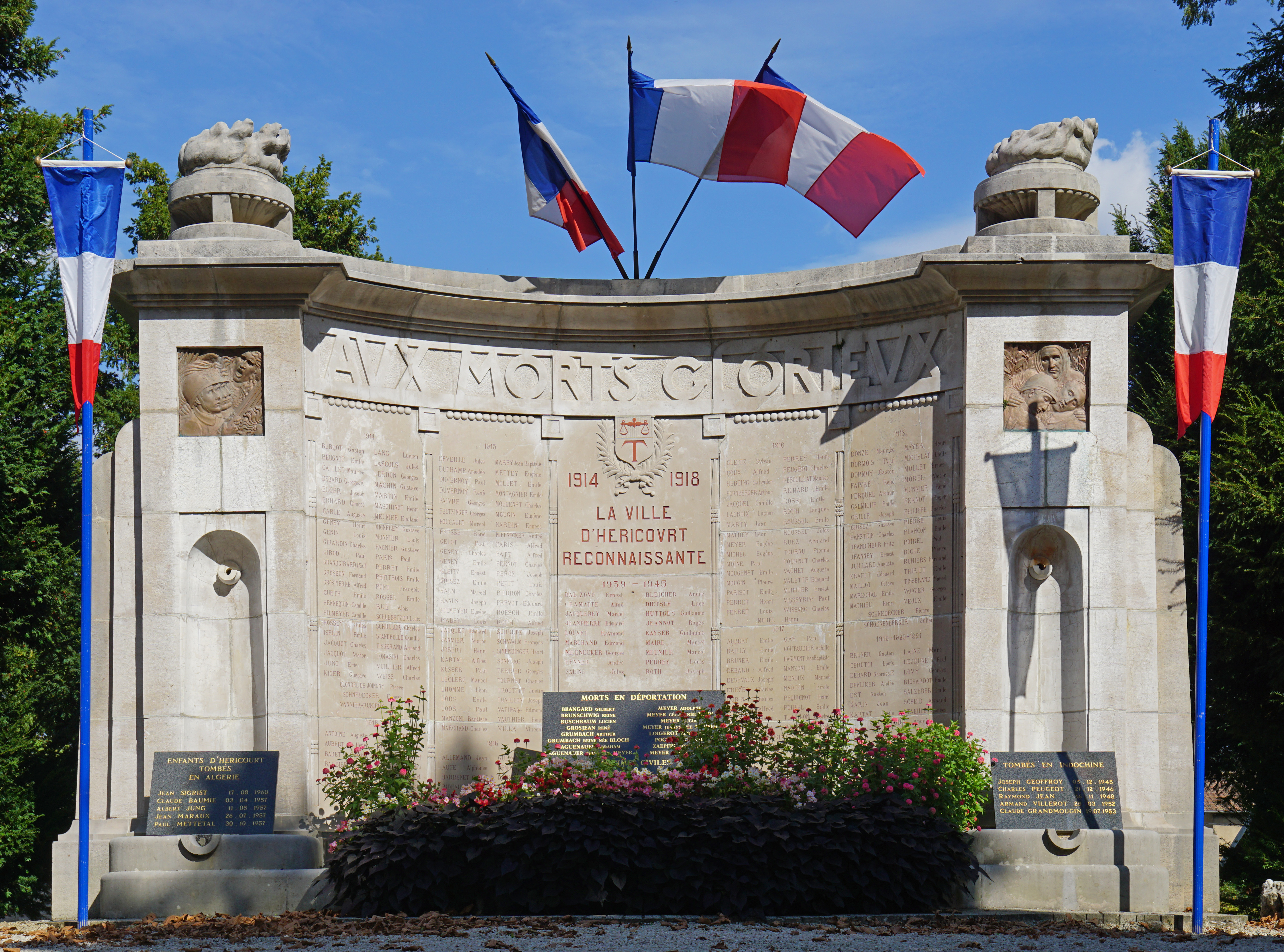
Le monument aux morts.
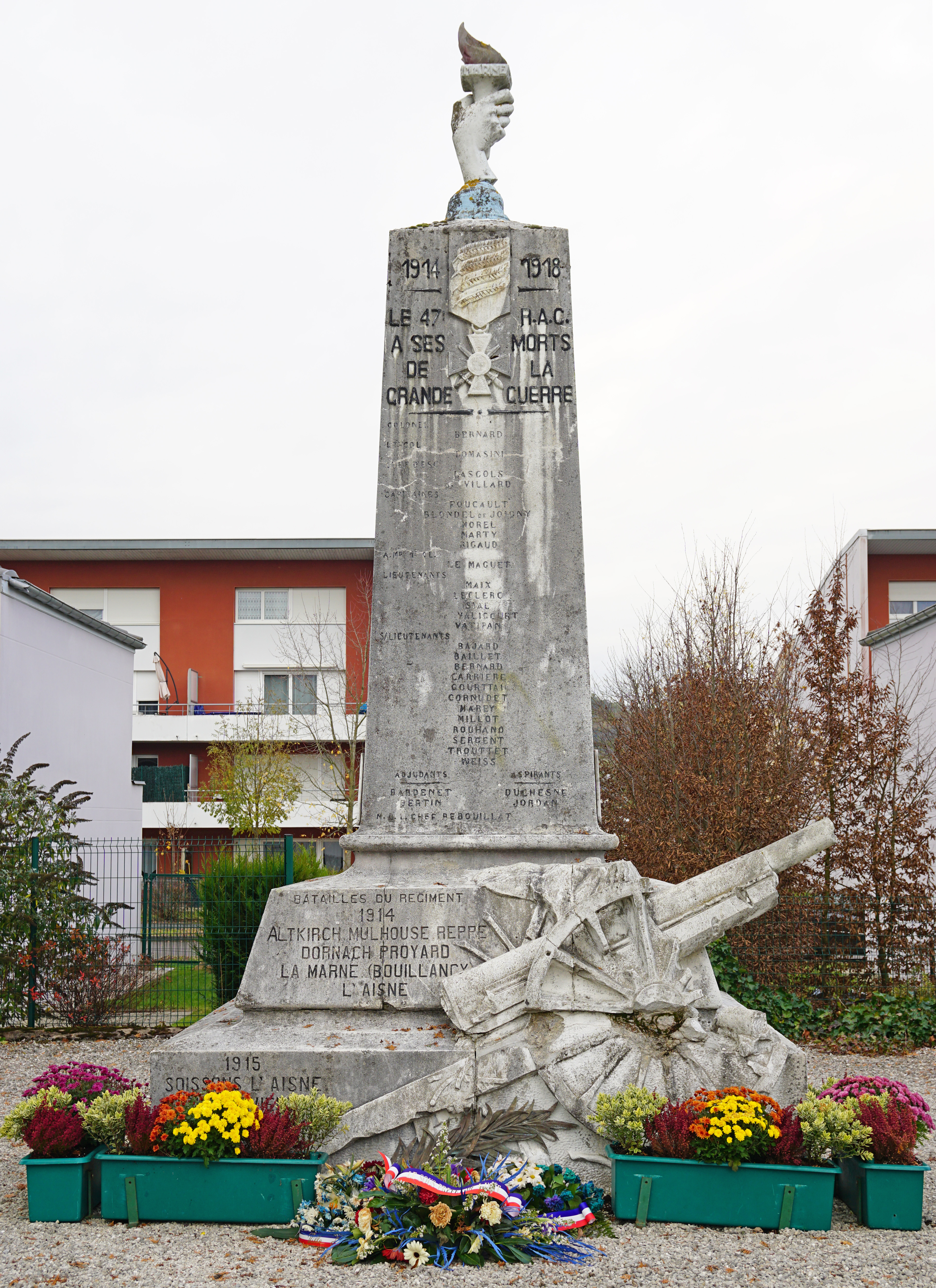
Monument du 47e RAC.
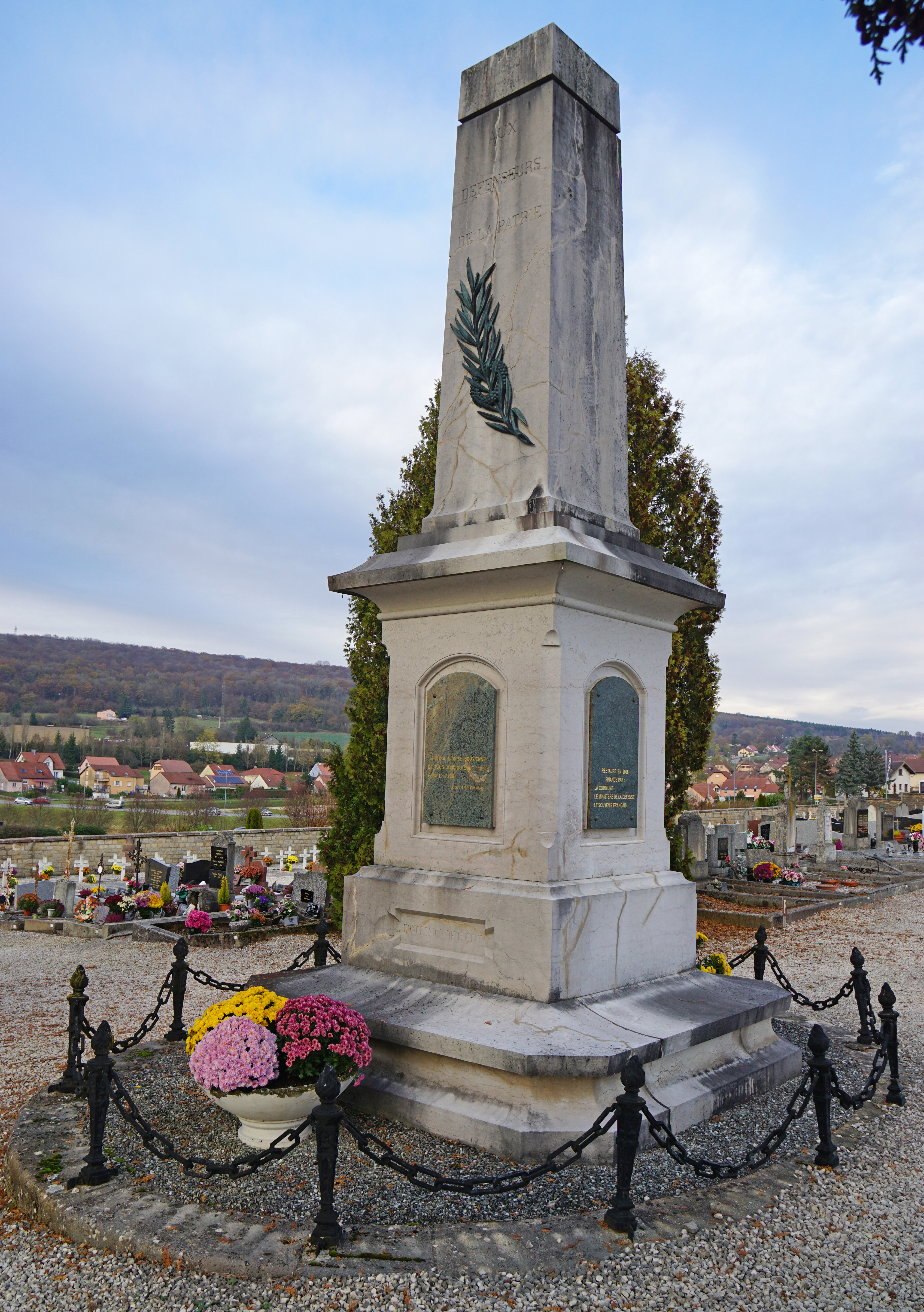
Monument de la guerre de 1870.
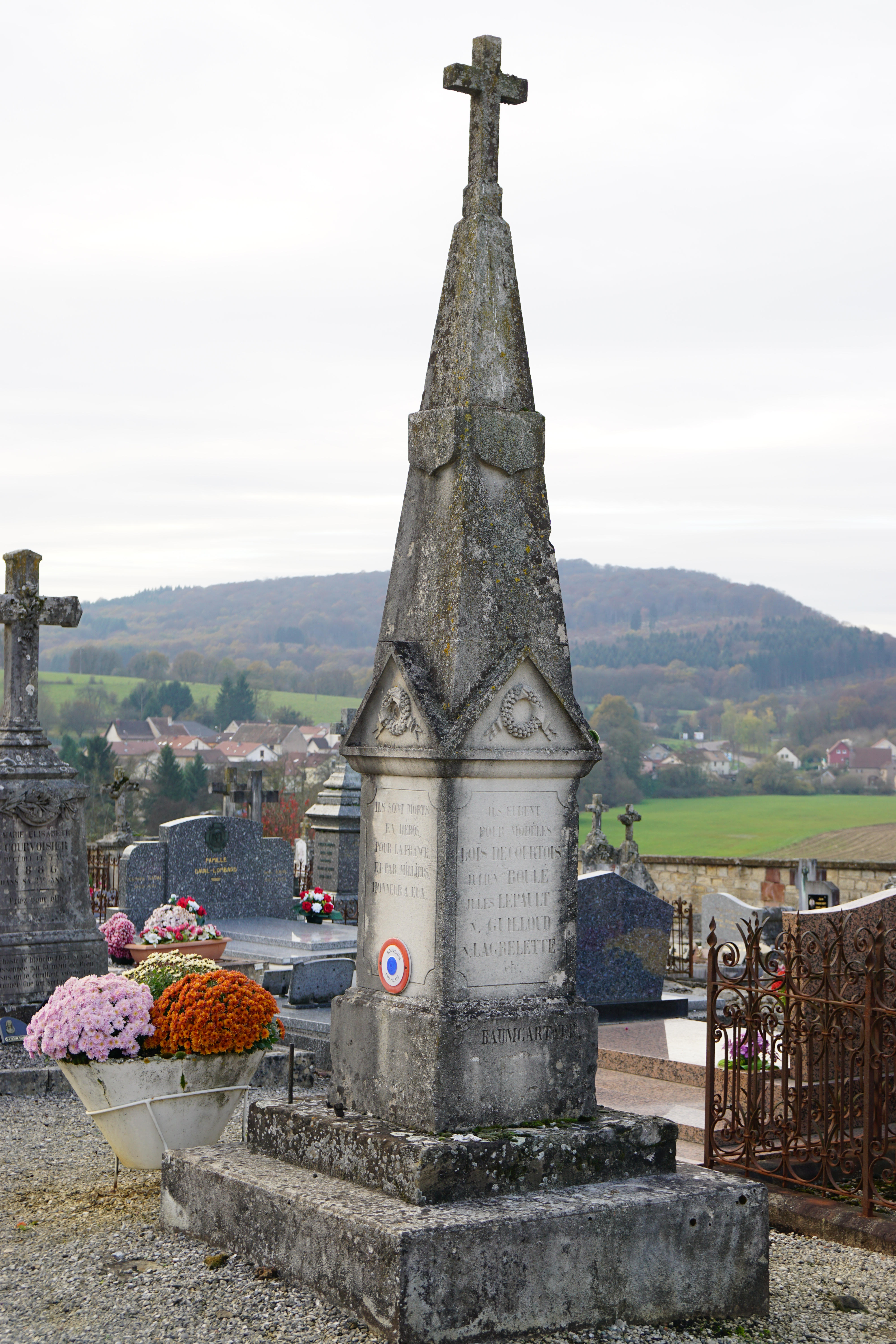
Monument de la bataille d'Héricourt.
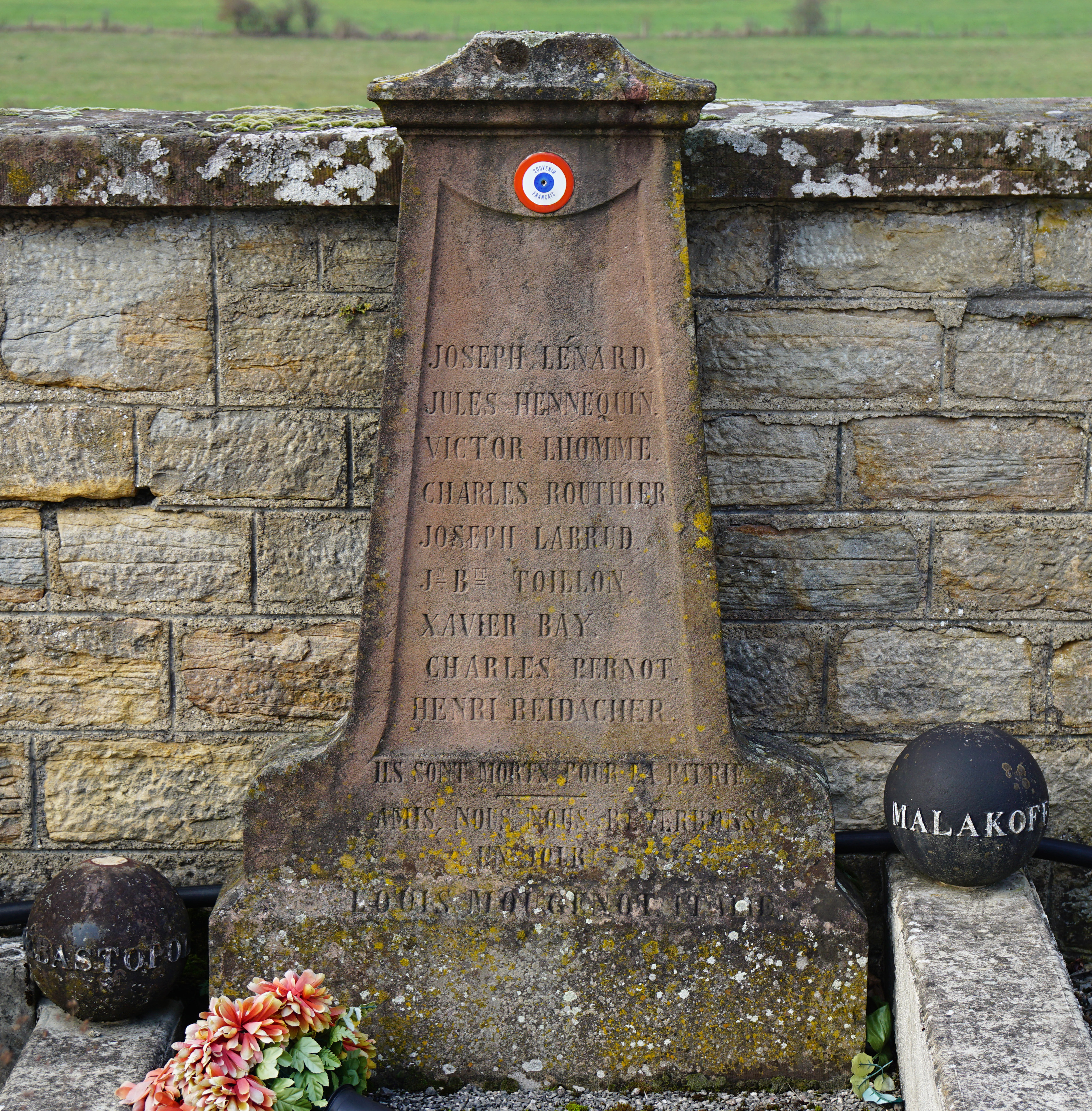
Monument de la guerre de Crimée.
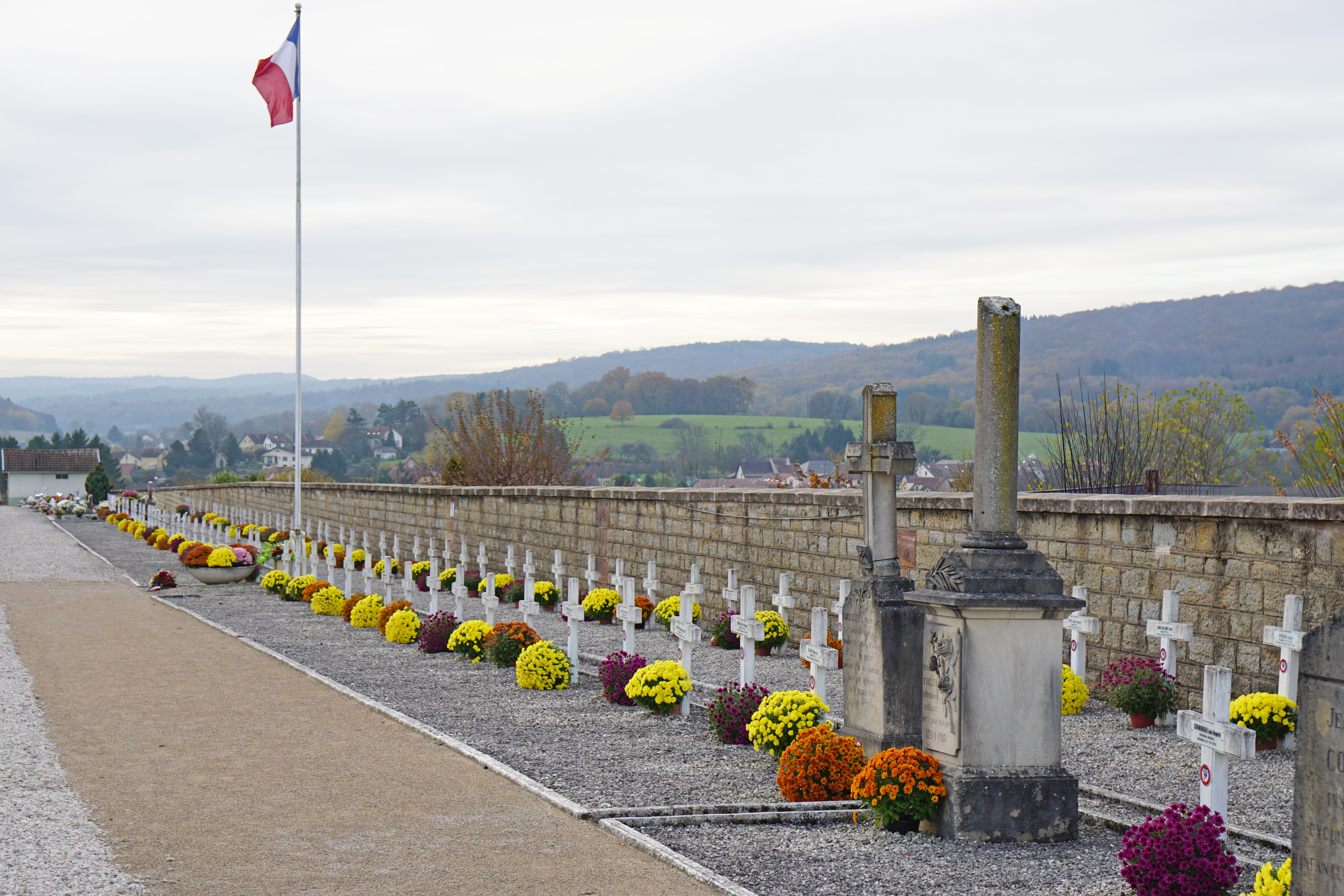
Le carré militaire.

### Sites naturels
Héricourt est couverte d'une forêt de feuillus en partie située à l'étage collinéen du massif du Jura. La commune compte 462 espèces indigènes (en particulier les genres Viola, Geranium, Euphorbia, Dryopteris, Carex, Leucanthemum vulgare, sapin, chêne), 21 espèces introduites dont 7 envahissantes, une espèce cryptogènes, la Grémille, deux domestiques (Symphyotrichum novi-belgii et Vicia sativa).
Aucune zone naturelle d'intérêt écologique, faunistique et floristique (ZNIEFF) n'est recensée sur le territoire d'Héricourt.

### Équipements culturels
Le musée Minal (de style néoclassique en briques et pierres) fut dès son origine conçu pour être un musée. Il tient son nom de Héloïse Durif (1836-1917), veuve de Charles Émile Minal (1817-1899). Ce dernier, natif d'Héricourt, amassa une importante collection d'œuvres d'art. À sa mort en 1917, Héloïse Minal fit don de cette collection (composée de tableaux, de bijoux, de vaisselle et de meubles) à la ville d'Héricourt, avec les subsides nécessaires à la construction d'un musée destiné à accueillir cette collection. Le musée fut inauguré en 1923. Il accueille aujourd'hui des expositions temporaires.
La « Cavalerie » est une salle polyvalente de 1 000 m2 destiné à l’accueille de conférences, foires, expositions, salons et spectacles. La ville possède aussi une médiathèque.
Dans l'ancienne caserne militaire sont installés une école de musique intercommunale et la maison des associations.

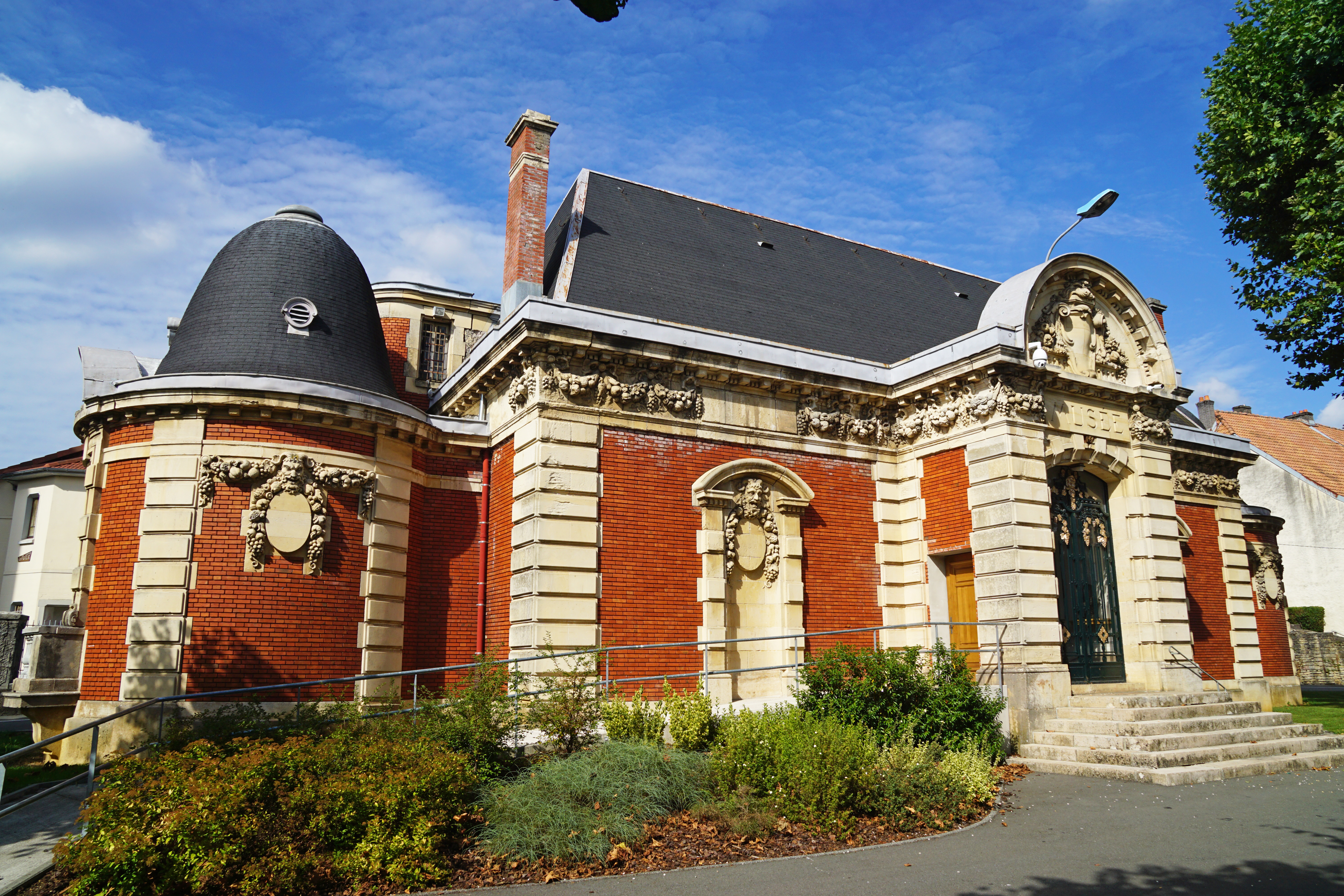
Le musée Minal.
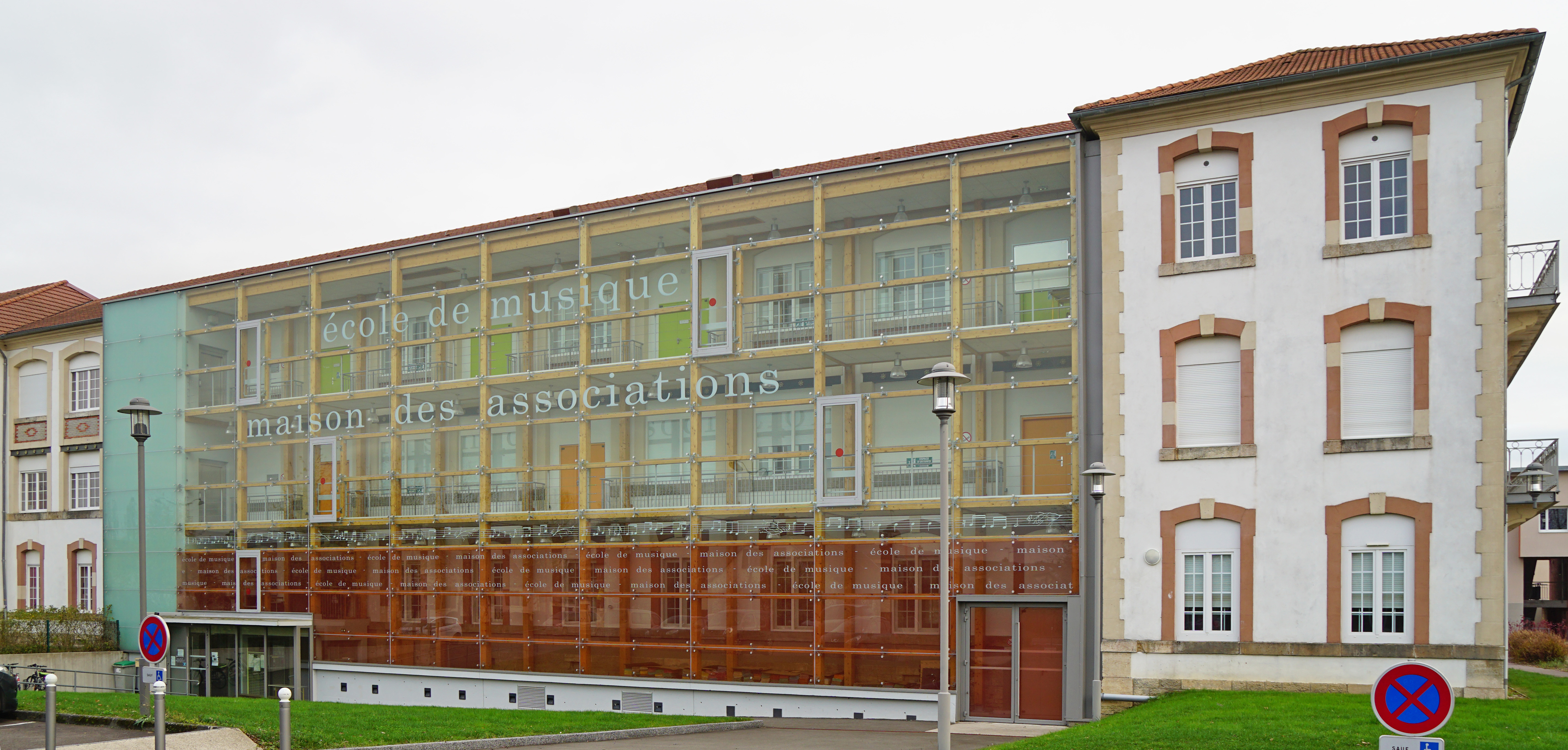
L'école de musique-maison des associations.
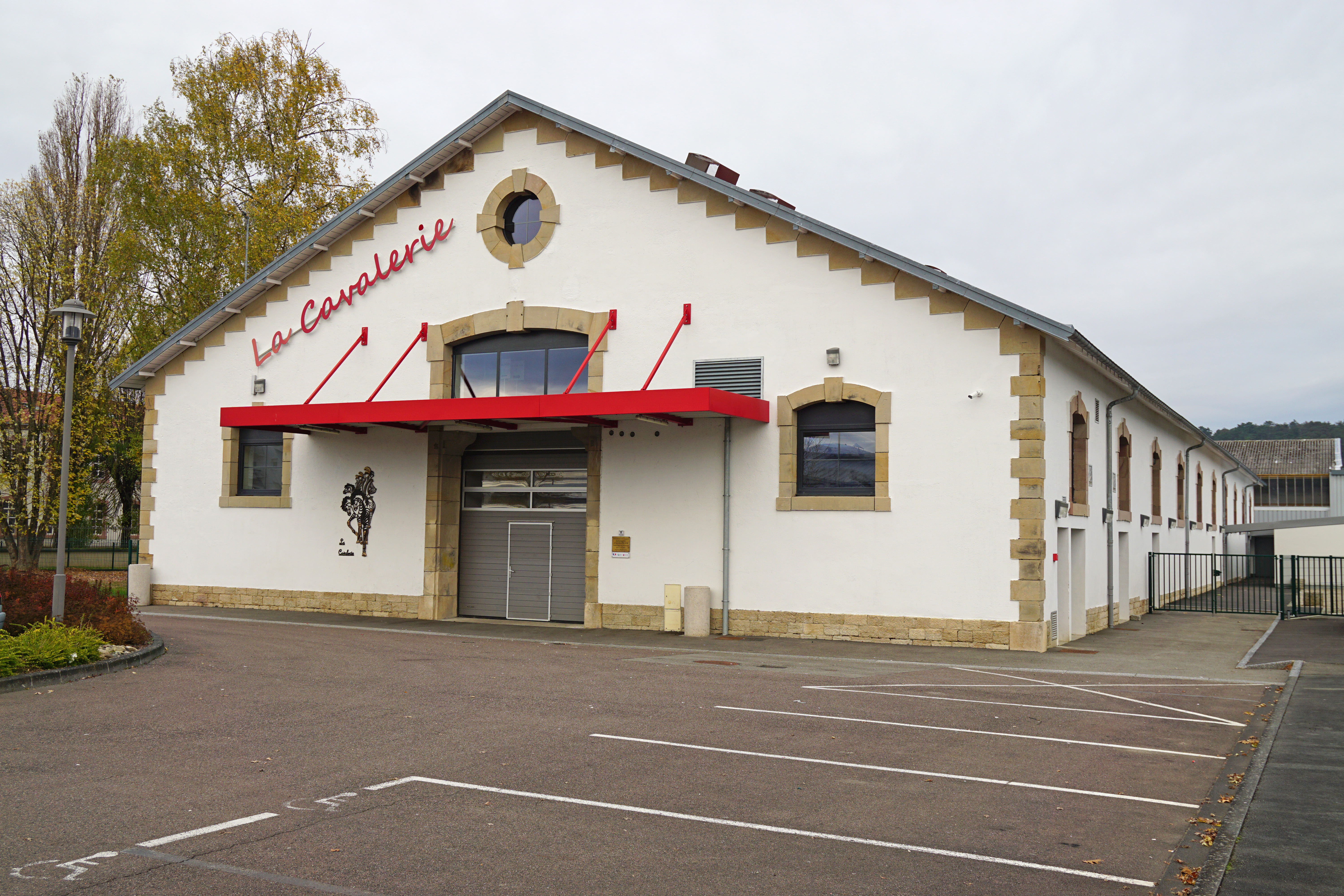
La Cavalerie.

### Personnalités liées à Héricourt

#### Personnalités politiques et militaires
- Jean Nicolas Méquillet (1736-1822), général des armées de la République, né à Blamont (Doubs) et décédé dans la commune.
- Pierre-Frédéric Minal (1789-1882), militaire, homme politique né à Héricourt, député de la Haute-Saône de 1848 à 1849.
- Jean Noblot (1816-1895), homme politique français, né et mort à Héricourt.
- Jean-Pierre Michel (1938-2021), maire d'Héricourt. Rapporteur du projet de loi ouvrant le mariage aux couples de personnes de même sexe, au sénat en 2013, inhumé au cimetière communal.
- Jean-Michel Villaumé (1946-), maire d'Héricourt et député de la Haute-Saône.

#### Les Justes parmi les Nations à Héricourt
- Jeanne et Louis Felten[90].

#### Artistes

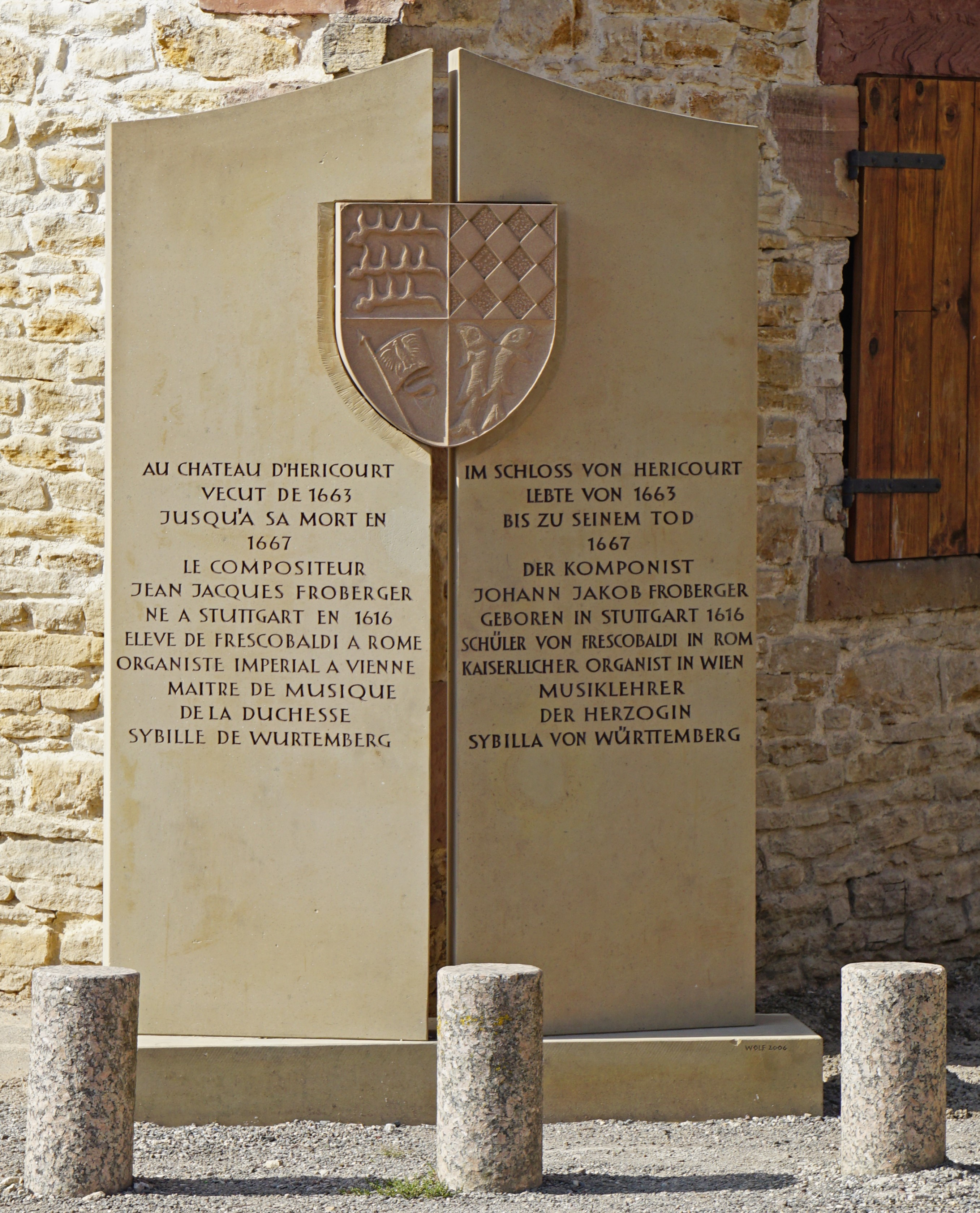
Plaque rendant hommage à Johann Jakob Froberger devant le château d'Héricourt.

- Johann Jakob Froberger (1616-1667), musicien, compositeur, mort à Héricourt.
- Georges Bretegnier (1860-1892), artiste peintre régionaliste et orientaliste, né à Héricourt.
- Roger Bussemey (1920-1988), auteur de bandes dessinées, y est né.
- Lily Baron (1921-2017), actrice française spécialisée de doublage, née à Héricourt.
- Christian Décamps 1946-), chanteur du groupe Ange, y est né .
- Francis Décamps (1952-), claviériste du groupe Ange, y est né, frère de Christian.
- Jean-Luc Lagarce (1957-1995), dramaturge, né à Héricourt.

#### Sportifs
- Henri Pavillard (1905-1978), footballeur international y est né.
- Jean-Jacques Lamboley (1920-1999), cycliste sur route, champion du monde de demi-fond y est né.
- René Piller 1965-), athlète international français y est né, spécialiste de la marche, multiple fois champion de France.

#### Personnalités liées à la science et à l'économie
- Adolphe Mougin (1835-1889), fabricant d'horlogerie, mort à Héricourt.
- Adolphe Kégresse (1879-1943), ingénieur, né à Héricourt.
- Henri Seyrig (1895-1973), archéologue, né à Héricourt.
- Antoine Bernheim (1924-2012), PDG de Generali, dont les parents sont originaires d'Héricourt.

#### Autres personnalités
- Paul Armand Lods[91] (1854-1936), juriste et historien.
- Ernest Ginsburger[92] (1876-1943), né à Héricourt et mort à Auschwitz, Grand Rabbin de Genève, de Belgique et de Bayonne.
- Georges Livet (1916-2002) historien né à Héricourt.

### Héraldique
|  | Les armes de la commune se blasonnent ainsi : d’argent au tau de gueules, au chef du même chargé d’une balance d’or. Les anciennes armoiries portaient : « de gueules à la potence de sable, au chef d'azur chargée d'une potence d'argent » (une chronique du XVIe siècle indique : « d'argent à la potence de gueules, au chef de gueules chargé d'une balance d'or ». | Logo de la ville. |